# Mu’ammar al-Kaddafi
Mu’ammar al-Kaddafi (arab. معمر القذافـيⓘ, trl. Muʿammar al-Qaḏḏāfī, trb. Mu’ammar al-Kazzafi, dialektalnie Gaddafi; ur. 13 września lub w czerwcu 1942 w Syrcie, zm. 20 października 2011 tamże) – libijski pułkownik, polityk i ideolog, w latach 1969–2011 sprawował władzę autorytarną jako Przywódca Rewolucji 1 września.
W 1969 roku przeprowadził zamach stanu, którym obalił monarchię. Proklamował utworzenie „Libijskiej Republiki Arabskiej”, a władzę objęła Rada Dowódcza Rewolucji. W 1970 roku desygnowany na premiera i dowódcę sił zbrojnych, urzędy te formalnie sprawował do 1972. W tym czasie przeprowadził islamizację praw i obyczajów. Znacjonalizował własność niearabską i zachodnich towarzystw naftowych. Zlikwidował też amerykańskie i brytyjskie bazy wojskowe. W 1977 państwo zmieniło nazwę na „Wielka Arabska Libijska Dżamahirijja Ludowo-Socjalistyczna”. Zmiana ta była efektem jego programu ideowego zawartego w tzw. Zielonej książce, w której połączył fundamentalistyczne tradycje islamskie z socjalizmem arabskim. W latach 1977–1979 pełnił urząd sekretarza generalnego Powszechnego Kongresu Ludowego. W marcu 1979 roku zrezygnował ze wszystkich funkcji państwowych; w rzeczywistości sprawował dyktatorską władzę jako tzw. Przywódca Rewolucji 1 Września i zwierzchnik sił zbrojnych.
W polityce międzynarodowej entuzjastycznie odnosił się do zjednoczenia świata arabskiego. Głównym celem jego polityki była likwidacja Izraela. Utrzymywał bliskie relacje ze Związkiem Radzieckim. Prowadził agresywną politykę i angażował się w konflikty między innymi w Czadzie, Ugandzie i Sudanie. Środki na prowadzenie wojen czerpał z eksploatacji złóż naftowych. W latach 80. oskarżany przez Zachód o sponsorowanie terroryzmu. Po atakach lotnictwa amerykańskiego złagodził nieco swoją politykę.
W 2011 roku nie zgodził się oddać władzy w następstwie społecznych protestów. Doprowadziło to do wybuchu wojny domowej. Zginął w strzelaninie pomiędzy powstańcami a wiernymi mu siłami.

## Życiorys

### Młodość
Pochodził z niewielkiego plemienia Al-Kadadifa zaliczanego do plemion grupy arabskiej o dziedzictwie berberyjskim. Plemię licznie zamieszkiwało w mieście Syrta w środkowej części wybrzeża Libii. Jego ród uważa się za potomków Mahometa. Był synem Beduina i wędrownego hodowcy wielbłądów, Mohhamada Abdula Salama bin Hameda bin Mohammada, znanego jako Abu Meniar (zmarł w 1985 roku) i Aishy (zmarła w 1978 roku). Abu Meniar prowadził skromny żywot jako hodowca wielbłądów i kóz. Koczowniczy Beduini byli analfabetami i nie przechowywali żadnych aktów urodzenia. W związku z tym data urodzenia Kaddafiego nie jest znana. Prawdopodobnie urodził się wiosną 1942 lub 1943 roku, jednak niektórzy biografowie, w tym Blundy i Lycett, uważają, że mógł być to nawet rok 1939.
Urodził się w namiocie w pobliżu wiejskiego regionu Kasr Abu Hadi. Był jedynym żyjącym synem, miał trzy starsze siostry. Wychowanie w kulturze beduińskiej wpłynęło na jego osobiste upodobania do końca życia. W późniejszym życiu wielokrotnie wyjeżdżał na pustynię w celu medytacji. W chwili jego urodzenia Libia była kolonią faszystowskich Włoch. Jego rodzina była nieprzychylnie nastawiona do Włochów, a dziadek Kaddafiego, Abdessalam Bouminyar, został zabity przez włoskie wojska podczas inwazji w 1911 roku. Jako dziecko był świadkiem konfliktu między wojskami włoskimi a brytyjskimi w trakcie II wojny światowej, przez co od najmłodszych lat był świadom zaangażowania europejskich mocarstw w Afryce Północnej. W 1945 roku kontrolę nad Libią przejęły siły brytyjskie i francuskie. Mimo że mocarstwa kolonialne zamierzały podzielić kraj między siebie, Zgromadzenie Ogólne Narodów Zjednoczonych oświadczyło, że Libii należy przyznać niezależność polityczną. W 1951 roku ONZ utworzyło Zjednoczone Królestwo Libii, państwo federalne pod przywództwem prozachodniego monarchy, Idrisa I. Idris zaprowadził w kraju monarchię absolutną i zakazał istnienia partii politycznych.

#### Edukacja
Najwcześniejsza edukacja Kaddafiego miała charakter religijny i była prowadzona przez miejscowego nauczyciela islamu. Z czasem przeniósł się do pobliskiej Syrty, gdzie w ciągu czterech lat przeszedł przez sześć klas szkoły. Edukacja w Libii nie była bezpłatna, lecz ojciec – mimo problemów finansowych – opłacał naukę syna. W tygodniu młody Kaddafi spał w meczecie, a w weekendy przemierzał 20 mil, aby odwiedzić swoich rodziców. Prześladowany za to, że był Beduinem, pozostawał dumny ze swojej tożsamości i do tego samego zachęcał beduińskich rówieśników. Z Syrty wraz z rodziną przeprowadził się do miasta Sabha w Fezzanie w południowo-środkowej Libii. Jego ojciec został dozorcą lokalnego lidera plemiennego. W nowym miejscu Muammar uczęszczał do szkoły średniej, a niekiedy pomagał rodzicom w ich pracy. Był popularny w szkole, niektórzy znajomi z tego okresu zdobyli znaczące miejsca pracy w jego późniejszej administracji, dotyczyło to w szczególności jego najlepszego przyjaciela, Abd as-Salama Dżalluda.
Wielu nauczycieli Kaddafiego było Egipcjanami, od których po raz pierwszy uzyskał dostęp do gazet panarabskich, a także usytuowanej w Kairze radiostacji Głos Arabów. Dorastając, był świadkiem istotnych wydarzeń w historii świata arabskiego, w tym I wojny izraelsko-arabskiej, rewolucji w Egipcie w 1952 roku, kryzysu sueskiego i krótkotrwałego istnienia Zjednoczonej Republiki Arabskiej między 1958 a 1961 rokiem. Zafascynował się postacią i ideologią egipskiego prezydenta Gamala Abdela Nasera, co ukształtowało jego poglądy. Naser stworzył podwaliny arabskiego nacjonalizmu – odrzucenie zachodniego kolonializmu, neokolonializmu i syjonizmu, a także przejście od kapitalizmu do socjalizmu. Książka Nasera, Filozofia rewolucji, okazała się dla Kaddafiego kluczowa. Organizował demonstracje i rozpowszechniał plakaty krytykujące monarchię. W październiku 1961 roku poprowadził demonstrację skierowaną przeciwko secesji Syrii od ZRA. W trakcie demonstracji wybił dwa okna w miejscowym hotelu, w którym podawano alkohol, co sprzeczne było z islamską tradycją. Poczynania młodego Kaddafiego doprowadziły do zainteresowania reżimu, a w rezultacie do wydalenia jego rodziny z miejscowości. Rodzina przeprowadziła się do Misraty, a przyszły przywódca rozpoczął naukę w tamtejszym liceum. Nie wyrzekł się aktywizmu politycznego, chciał dołączyć do jednej z partii politycznych (które działały wówczas nielegalnie), w tym do Ruchu Arabskich Nacjonalistów, partii Baas i Bractwa Muzułmańskiego. Stale czytał na temat Nasera i rewolucji francuskiej z 1789 roku. Często sięgał po prace syryjskiego teoretyka politycznego Michela Aflaqa i biografię Abrahama Lincolna, Sun Jat-sena i Mustafy Kemala Atatürka.

#### Kariera wojskowa
Krótko studiował historię na Uniwersytecie Libijskim w Bengazi. Jednak zrezygnował ze studiów, aby rozpocząć karierę wojskową. W 1963 roku rozpoczął edukację na Królewskiej Akademii Wojskowej w Bengazi. Wraz z nim edukację prowadziło kilku przyjaciół z Misraty o zbliżonych do niego poglądach. Siły zbrojne oferowały możliwość awansu społecznego dla niżej usytuowanych Libijczyków, a Kaddafi widział w nich potencjalne narzędzie zmiany politycznej. Siły zbrojne były szkolone przez brytyjskich żołnierzy, co wywoływało w nim gniew, uważał on bowiem Brytyjczyków za imperialistów. W rezultacie nie chciał się uczyć języka angielskiego, był niemiły dla brytyjskich oficerów i oblał egzaminy. Brytyjscy oficerowie stale oskarżali go o niesubordynację i obraźliwe w stosunku do nich zachowania, aż w końcu w 1963 roku oskarżyli go udział w zabójstwie komendanta Akademii Wojskowej. Raport Brytyjczyków został jednak zignorowany, a Kaddafi kontynuował naukę. Z grupą lojalnych kadr w 1964 roku założył Ruch Wolnych Oficerów, grupę rewolucyjną, której nazwa pochodziła z ruchu utworzonego przez Gamala Nasera. Grupa na czele z Muammarem spotykała się potajemnie i została zorganizowana jako komórka konspiracyjna, a członkowie grupy wpłacali swoje wojskowe pensje do jednego wspólnego funduszu. Podróżował po kraju, zbierał dane wywiadowcze i rozwijał połączenia z sympatykami. Służby rządowe zignorowały go i uznały za nikłe zagrożenie. Akademię ukończył w sierpniu 1965 roku. Został oficerem Korpusu Komunikacji. W kwietniu 1966 roku został wysłany do Wielkiej Brytanii w celu dalszego szkolenia; w ciągu dziewięciu miesięcy przeszedł kurs języka angielskiego w Beaconsfield w Buckinghamshire, przeszkolenie Korpusu Lotniczego w Bovington Camp i Dorset, a także kurs wojsk lądowych w Folkestone. Mimo późniejszych plotek nie uczestniczył w szkoleniach Royal Military Academy Sandhurst. Dyrektor centrum w Bovington informował, że Kaddafi skutecznie przezwyciężył problemy w nauce języka angielskiego. Zwrócił też uwagę na to, że ulubionymi zajęciami młodego oficera było granie w piłkę nożną i czytanie. Kaddafi został określony jako „zabawny oficer, zawsze wesoły, pracowity i sumienny”. Sam Muammar nie lubił Wielkiej Brytanii, uważał, że brytyjscy żołnierze często obrażali go w rasistowski sposób, a on sam nie mógł się odnaleźć w lokalnej kulturze. Podczas pobytu w Londynie, chcąc się wyróżnić i zamanifestować swoją odmienność, nosił tradycyjne libijskie szaty. W późniejszym okresie opowiadał, że przed wyjazdem do byłej metropolii uważał, że kraj ten jest bardziej nowoczesny od Libii. Po powrocie do kraju okazał się „bardziej pewny siebie, dumny z naszych wartości, ideałów i społecznego charakteru [Libii]”.

#### Dojście do władzy
W ostatnich latach dekady lat 60. rząd króla Idrisa był coraz bardziej niepopularny. Scentralizowany system formalnie federalnej Libii pogłębiał tradycyjne podziały regionalne i plemienne. W całej branży naftowej, z której Libia czerpała większość dochodów, powszechna była korupcja. Na popularności zyskiwał coraz bardziej arabski nacjonalizm – po porażce Egiptu w wojnie sześciodniowej z Izraelem w Libii wybuchły protesty panarabistów skierowane przeciwko mocarstwom zachodnim oraz administracji Idrisa, postrzeganej jako proizraelska. W Bengazi i Trypolisie wybuchły antyzachodnie zamieszki, a pracownicy naftowi rozpoczęli strajk solidarnościowy z Egiptem. W 1969 roku amerykańska agencja CIA spodziewała się, że pewna część sił zbrojnych chce dokonać w Libii przewrotu. Mimo że CIA wiedziało o Ruchu Wolnych Oficerów, to jego pracownicy błędnie ignorowali grupę i skupili się na monitorowaniu rewolucyjnej grupy Czarnych Butów, założonej przez Abdula Aziza Shalahi. W połowie 1969 roku, gdy Idris wyjechał za granicę, aby spędzić lato w Turcji i Grecji, puczyści skupieni wokół Kaddafiego zainicjowali operację „Jeruzalem”, mającą na celu obalenie reżimu. 1 września buntownicy zajęli lotniska, magazyny policyjne, stacje radiowe i biura rządowe w Trypolisie i Bengazi. Kaddafi przejął kontrolę nad koszarami Berka w Bengazi a Omar Meheisha zajął koszary w Trypolisie i baterie przeciwlotnicze. Khweldi Hameidi aresztował księcia Hasana as-Sanusi i zmusił go do zrzeczenia się roszczeń do tronu. Puczyści nie napotkali poważnego oporu i jego przebieg był bezkrwawy.
Po zniesieniu monarchii Kaddafi proklamował utworzenie Libijskiej Republiki Arabskiej. Przez radio ogłosił kres istnienia „reakcyjnego i skorumpowanego reżimu”. Zamach stanu został początkowo nazwany „białą rewolucją” (ze względu na bezkrwawy charakter), a później przemianowany na „rewolucję 1 września” (z uwagi na dzień, w którym miał miejsce). Kaddafi powiedział, że pucz jest rewolucją rozpoczynającą powszechne zmiany charakteru społeczno-gospodarczego i politycznego państwa. Ogłosił, że rewolucja oznacza „wolność, socjalizm i jedność”, a w najbliższych latach zrealizowane zostaną środki, które doprowadzą do tego celu.

### Władza w Libii (1969–1977)

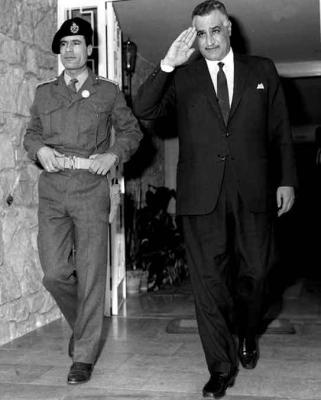
Mu’ammar al-Kaddafi i prezydent Egiptu Gamal Abdel Naser (1969)

#### Objęcie rządów
Dwunastu członków Komitetu Centralnego Ruchu Wolnych Oficerów ogłosiło siebie Radą Rewolucyjną, nowym rządem kraju. Kaddafi został przewodniczącym Rady, a więc de facto głową państwa. Liderowi puczu nadano ponadto stopień pułkownika i tytuł dowódcy naczelnego sił zbrojnych. Przewodniczącym rady ministrów Rady Rewolucyjnej został Jalloud. Przewodniczącym cywilnej Rady Ministrów został Sulaiman Maghribi, celem organu było wdrażanie polityki wojskowego rządu. Chociaż organ władzy teoretycznie był kolegialny i działał poprzez budowanie konsensu, radę zdominował pułkownik, przez co niektórzy członkowie rządu próbowali ograniczyć jego wpływy. Tożsamość pozostałych członków rady została publicznie ujawniona 10 stycznia 1970. Byli oni w większości młodymi ludźmi z obszarów wiejskiej, głównie z klasy średniej i pracującej. Żaden z nich nie miał wyższego wykształcenia co rozróżniało rząd od wcześniej rządzących gabinetów bogatych, wykształconych konserwatystów. Po tym gdy pucz został w pełni zrealizowany, Rada przystąpiła do umocnienia rządu rewolucyjnego i modernizacji kraju. Świat polityczny i siły zbrojne zostały oczyszczone z monarchistów i członków klanu Idrisa, Sennusi. Wielu członków klanu uwięziono, jednakże żadnego z nich nie zabito. Jedyną osobą skazaną na śmierć był sam Idris, który jednak nie został stracony, a wyrok zapadł zaocznie. W maju 1970 roku, utworzono Seminarium Rewolucyjnych Intelektualistów. Do systemu prawnego wprowadzono szariat, islamskie prawo koraniczne. Rząd podtrzymał pewną część elementów ustroju z okresu monarchii, m.in. brak prowadzenia działalności przez partie polityczne. We wrześniu 1971 roku, Kaddafi na krótko podał się do dymisji, twierdząc, że jest niezadowolony z tempa reform. Na urząd powrócił w ciągu miesiąca. W lutym 1973 r. zrezygnował ponownie, również szybko powracając na stanowisko.

#### Reformy społeczno-gospodarcze

Flaga Libijskiej Republiki Arabskiej

Obejmując władzę w Libii, postawił sobie za cel likwidację podziałów klanowo-plemiennych i wprowadzenie libijskiej tożsamości narodowej oraz zaprowadzenie wśród obywateli lojalności wobec państwa. Polityka ta poniosła klęskę, ponieważ al-Kaddafi sam obsadzał instytucje państwa głównie członkami swojego i zaprzyjaźnionych rodów. Wykorzystywał również plemienne animozje, kupując lojalność rodów przywilejami ekonomicznymi, małżeństwami albo wymuszając ją siłą. Przywódcy plemienni byli dyskredytowani jako agenci starego reżimu. W 1971 sąd wojskowy postawił wielu z nich zarzut działalności kontrrewolucyjnej. Dawne granice administracyjne zostały zastąpione w ten sposób, aby przekroczyć granice plemienne, tradycyjnych liderów zastąpili prorewolucyjni modernizatorzy, wielu z nich było często odrzucanych przez lokalne społeczności. Zdając sobie sprawę z niepowodzeń takich modernizatorów, Kaddafi utworzył Arabski Związek Socjalistyczny, którego liderem został.
Dążył do poprawy wydajności sektora naftowego. W październiku 1969 ogłosił, że bieżące warunki handlowe są nieuczciwe, korzystają z nich raczej zagraniczne korporacje aniżeli państwo libijskie. W grudniu tego roku zwiększył cenę libijskiej ropy. W roku 1970, idąc śladem Libii, pozostałe kraje OPEC zwiększyły ceny. Rząd na skutek Umowy Trypolitańskiej wprowadził koncernom naftowym podatek dochodowy. Działania te przyniosły Libii miliard dodatkowych przychodów w pierwszym roku. W celu zwiększenia kontroli państwa nad sektorem naftowym, rząd rozpoczął program nacjonalizacji, poczynając od wywłaszczenia akcji British Petroleum w grudniu 1971. We wrześniu 1973 roku ogłoszono nacjonalizację wszystkich zagranicznych firm naftowych w Libii. Dla Kaddafiego był to ważny krok w kierunku budowy socjalizmu. Reformy okazały się sukcesem gospodarczym, podczas gdy w 1969 roku produkt krajowy brutto wynosił 3,8 miliarda dolarów amerykańskich, to w 1974 roku wzrósł do 8,170 miliardów, a w 1979 do 24,5 miliarda. Normy życia Libijczyków w ciągu pierwszej dekady administracji Kaddafiego znacznie się poprawiły. W 1979 roku średni dochód na mieszkańca wynosił 8170 dolarów (w porównaniu do 40 dolarów w 1951). Dochód ten był powyżej średniej wielu krajów uprzemysłowionych, w tym Wielkiej Brytanii i Włoch.
W ramach wprowadzenia elementów prawa szariatu zakazano spożywania alkoholu, zamknięto kluby nocne i kościoły chrześcijańskie, zachęcano ludność do noszenia tradycyjnych strojów, a język arabski uznano jako jedyny język dopuszczalny w oficjalnych komunikatach i znakach drogowych. Od 1969 do 1973 wprowadzono programy socjalne, finansowane z pieniędzy z ropy, w ramach których budowano domy i poprawiono system opieki zdrowotnej oraz edukacji. W ten sposób znacznie rozszerzono sektor publiczny, dając tym samym zatrudnienie tysiącom ludzi. Wprowadzono obowiązek szkolny i program alfabetyzacji dorosłych, a uniwersytety uczyniono darmowymi. Założono Uniwersytet Beida, a rozszerzeniu uległy Uniwersytet Trypolitański i Uniwersytet Bengazi.
Programy społeczne okazały się być w Libii popularne. Także sama postać Kaddafiego była w Libii ceniona. Poparcie dla przywódcy wynikało głównie z jego osobistej charyzmy, młodego wieku i słabszego statusu społecznego (jako Beduina), jak również z retoryki, w której określał się następcą antywłoskiego bojownika, Umar al-Muchtara.

#### Polityka zagraniczna
Wpływ arabskiego nacjonalizmu w stylu Nasera na Kaddafiego został od razu zauważony. Administracja Kaddafiego została uznana przez rządy panarabskie w Egipcie, Syrii, Iraku i Sudanie. Egipt wysłał Libii na pomoc ekspertów. Kaddafi zgłaszał propozycję utworzenia jednego państwa arabskiego rozciągniętego na całą Afrykę Północną i na Bliski Wschód. W grudniu 1969 roku Libia wraz z Egiptem i Sudanem założyła Arabski Front Rewolucyjny, stanowiący krok w kierunku politycznego zjednoczenia Arabów. W 1970 roku Syria wyraziła zamiar dołączenia do Frontu. Po śmierci Nasera w listopadzie 1970 roku jego następca Anwar as-Sadat zasugerował, że zamiast tworzenia zjednoczonego państwa należy utworzyć federację polityczną. Z tego powodu w kwietniu 1971 roku Egipt, Syria i Sudan otrzymały dotacje pieniężne pochodzące z libijskiej ropy. W lutym 1972 roku Kaddafi i Sadat podpisali nieoficjalną umowę o połączeniu państw, co jednak nie zostało zrealizowane ze względu na rozłam między przywódcami, do którego doszło w następnym roku. Wówczas Sadat coraz bardziej obawiał się radykalnego kierunku obranego przez Libię (termin utworzenia federacji ustalono na wrzesień 1973 roku).

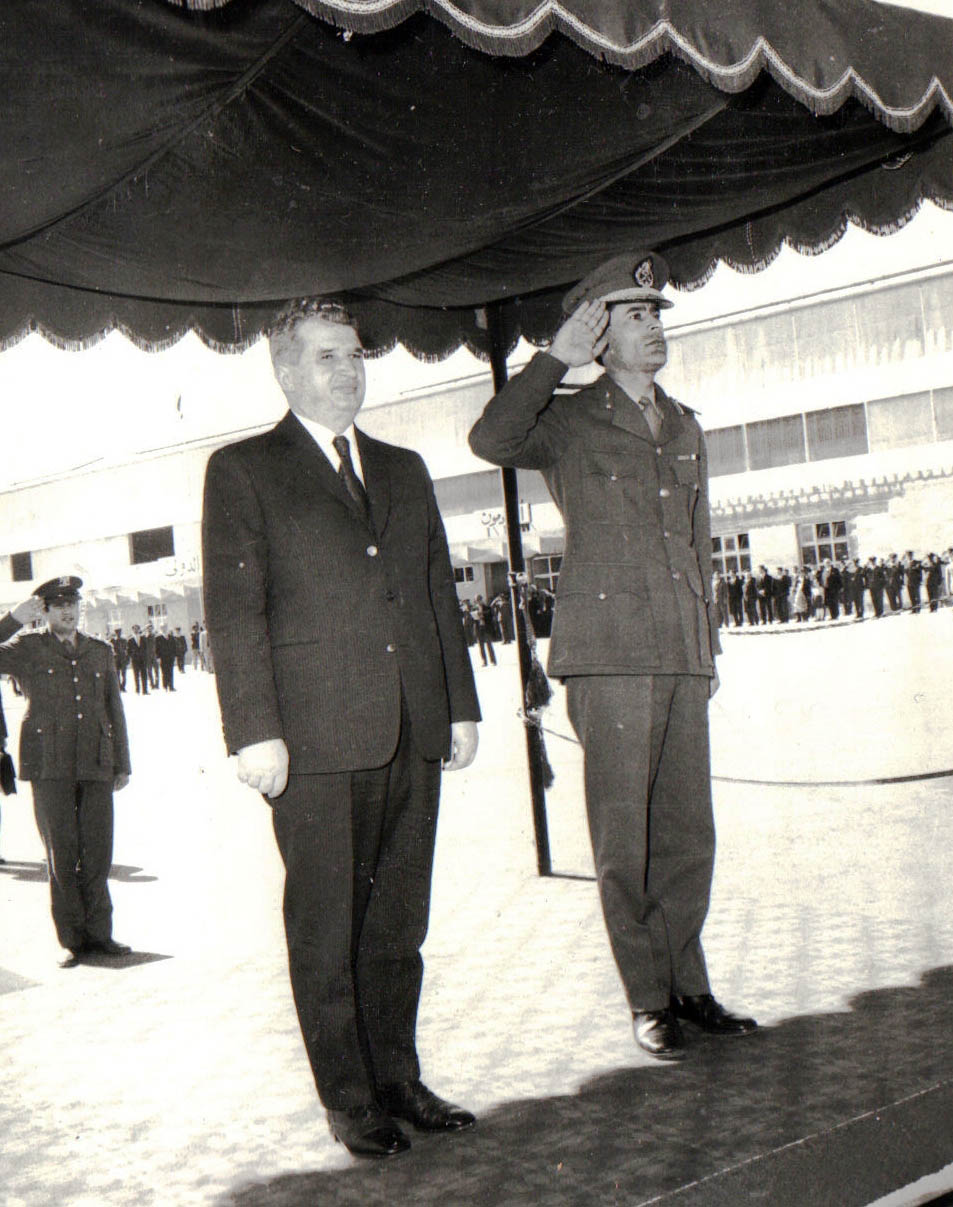
Mu’ammar al-Kaddafi i Nicolae Ceaușescu (1974)

Po zamachu stanu z 1969 roku przedstawiciele czterech mocarstw – Francji, Wielkiej Brytanii, Stanów Zjednoczonych i Związku Radzieckiego – zostali wezwani do spotkania z przedstawicielami nowego rządu. Wielka Brytania i USA szybko nawiązały oficjalne stosunki dyplomatyczne z rządem al-Kaddafiego, mając nadzieje na zdobycie pozycji w Libii. Było to o tyle ważne, że państwa te miały w Libii bazy wojskowe. Mając nadzieje na uzyskanie sympatii Kaddafiego, w 1970 roku USA poinformowały go o co najmniej jednym planowanym przeciwko niemu zamachowi stanu. Próby te mijały się z celem, Kaddafi uważał, że Libia powinna wymazać kolonialne i imperialistyczne wpływy oraz zaprowadzić suwerenność narodową. W 1970 roku zlikwidował w swoim kraju amerykańskie (w lipcu) i brytyjskie (w marcu) bazy wojskowe, a w 1973 roku dokonał nacjonalizacji spółek naftowych należących do zachodnich inwestorów. Przeprowadzając akcje zmniejszające wpływy włoskie, w październiku 1970 roku wywłaszczył wszystkie aktywa należące do Włoch i wydalił z kraju 12 000 Włochów, a także mniejszą liczbę Żydów. Dzień, w którym do tego doszło, stał się świętem narodowym.
Dążył do zmniejszenia wpływów NATO w basenie Morza Śródziemnego, w 1971 roku Libia zwróciła się do Malty, aby ta przestała udzielać własnych terenów siłom NATO. W ramach kompromisu rząd Malty kontynuował umożliwianie siłom NATO dostępu do wyspy pod warunkiem, że sojusz nie użyje Malty jako bazy do ataku na terytoria arabskie. Gdy w tym samym roku Wielka Brytania zaprzestała płacenia za utrzymanie baz Royal Navy na Malcie wspierał finansowo rząd wyspy.
Libia kupowała broń we Francji i w ZSRR. Stosunki handlowe z tym ostatnim doprowadziły do zaognienia stosunków z USA, które prowadziły z Sowietami zimną wojnę. Szczególnie krytyczny był wobec USA, ze względu na poparcie dla Izraela. W konflikcie izraelsko-palestyńskim wspierał Palestyńczyków. Utworzenie Izraela w 1948 r. uważał za kolonialną okupację. Rozmawiał z krajami arabskimi w celu prowadzenia ciągłej „wojny” przeciwko Izraelowi, w 1970 zainicjował utworzenie Funduszu Dżihadystycznego na rzecz finansowania palestyńskich bojowników. W czerwcu 1972 roku utworzył Centrum Ochotników Naserystowskich, które zajmowało się wspieraniem i szkoleniem partyzantów palestyńskich.
Jego relacje z palestyńskim przywódcą Jasirem Arafatem były napięte, Kaddafi widział w nim polityka umiarkowanego i wzywał do bardziej brutalnych działań. Popierał radykalne frakcje takie jak Ludowy Front Wyzwolenia Palestyny, Ludowy Front Wyzwolenia Palestyny – Główne Dowództwo, Demokratyczny Front Wyzwolenia Palestyny, As-Sa’ika, Front Palestyńskiej Walki Ludowej, Czarny Wrzesień i Organizacja Abu Nidala. 11 czerwca 1972 roku, ogłosił, że każdy Arab chcący zgłosić się na ochotnika do palestyńskich grup zbrojnych może zarejestrować się w dowolnej libijskiej ambasadzie, a potem otrzyma przeszkolenie wojskowe. Obiecał również wsparcie finansowe dla antyizraelskich ataków. W odpowiedzi Stany Zjednoczone wycofały swojego ambasadora. W czasie wojny Jom Kipur wysłał samoloty wojskowe na pomoc państwom arabskim walczącym z Izraelem.
Wspierał grupy bojowników na całym świecie, w tym Czarne Pantery, Naród Islamu, Tupamaros, Ruch 19 Kwietnia, ASALA, Sandinistowski Front Wyzwolenia Narodowego. Libijskie wsparcie otrzymały liczne ruchy niepodległościowe i separatystyczne, między innymi odłamy IRA, Ruch Wolnego Acechu, Front Narodowego Wyzwolenia Moro, Afrykański Kongres Narodowy i inne ruchy wolnościowe walczące z apartheidem w Południowej Afryce, ETA, Front Polisario (z Sahary Zachodniej), grupy walczące o niepodległość Angoli, PAIGC, Afrykański Narodowy Związek Zimbabwe, Erytrejski Front Wyzwolenia (do 1977) i Ludowy Erytrejski Front Wyzwolenia (od 1977 do 1991). A także lewicowe organizacje, takie jak Czerwone Brygady, Frakcja Czerwonej Armii, Japońska Armia Czerwona, Ludowi Mudżahedini czy Action directe. Największe wsparcie dla tych grup płynęło w latach 70. Libia poprzez wspieranie takich ruchów chciała być postrzegana jako lider walki Trzeciego Świata przeciwko kolonializmowi i neokolonializmowi.
Choć wiele tych grup było oznaczanych jako „terroryści”, Kaddafi odrzucił taką klasyfikację, traktując je jako grupy rewolucjonistów zaangażowanych w walkę wyzwoleńczą. Po serii ataków Tymczasowej IRA w 1976 r. Kaddafi stwierdził, że wsparł finansowo ataki po to, aby Brytyjczycy zapłacili za swoje czyny z przeszłości.

#### Rewolucja Ludowa (1973–77)
16 kwietnia 1973 w przemówieniu w Zuwarze ogłosił początek „rewolucji ludowej”. Zainicjował 5-punktowy plan, w pierwszym z nich obwieścił odejście od wszystkich istniejących przepisów prawnych, które mają być zastąpione przez rewolucyjne zarządzenia. Drugi punkt głosił, że wszyscy przeciwnicy rewolucji muszą zostać usunięci, trzeci że rozpoczęła się rewolucja i usunięte zostaną wszelkie ślady biurokracji i burżuazji, czwarty że populacja musi tworzyć komitety ludowe i zbroić się do obrony rewolucji, w piątym była mowa o początku rewolucji kulturalnej, która wyzwoli Libię spod „trujących” obcych wpływów. Na temat nowej fazy rewolucji wykładał we Francji, Egipcie i Libii. W ramach rewolucji ludowej zapraszał obywateli kraju do tworzenia komitetów ludowych, które miały podnosić świadomość polityczną Libijczyków. Chociaż sam oferował niewiele wskazówek na temat konfiguracji działań rad, twierdził, że jest to forma bezpośredniego udziału obywateli w życiu politycznym. Taka struktura była według niego bardziej demokratyczna aniżeli tradycyjny system oparty na reprezentatywnej partii. Liczył, że rady zmobilizują ludzi do poparcia rządu, osłabią siły plemiennych przywódców i biurokracji oraz stworzą nowy system prawny kreowany przez obywateli. W Komitetach Ludowych wysoki odsetek społeczeństwa uczestniczył w podejmowaniu decyzji (w granicach dozwolonych przez Radę Rewolucyjną). Komitety służyły również jako system nadzoru, wspomagania służb bezpieczeństwa w odnajdywaniu osób z poglądami krytycznymi wobec Rady Rewolucyjnej, na skutek czego doszło do aresztowań wielu baasistów, marksistów i islamistów. Podstawową formą takiego ustroju były lokalne grupy robocze, które wysyłały wybranych przedstawicieli do poziomu powiatowego, na szczeblu krajowym władza dzielona była między Generalny Kongres Ludowy i Generalny Komitet Ludowy. Powyżej komitetów pozostawał Kaddafi i Rada Rewolucyjna – odpowiedzialna za najważniejsze decyzje. Negatywnym skutkiem działania Komitetów było uwidocznienie podziałów międzyplemiennych.

##### Zielona KsiążeczkaiTrzecia Teoria Międzynarodowa
W czerwcu 1973 ogłosił ideologię polityczną stanowiącą podstawę ludowej rewolucji. Trzecia Teoria Międzynarodowa uznała ZSRR i USA za kraje imperialistyczne, odrzucała zachodni kapitalizm i ateizm bloku wschodniego. Idea ta była podobna do teorii trzeciego świata opracowanej przez Mao Zedonga. W ramach teorii Kaddafi głosił nacjonalizm i zalecał utworzenie panarabskiego państwa, które poprowadzi świat islamu i Trzeci Świat w walce przeciwko imperializmowi.
W islamie widział kluczową rolę Trzeciej Teorii Międzynarodowej, wzywał do odrodzenia islamu, powrotu do wczesnych interpretacji Koranu, odrzucał interpretacje naukowe i Hadis, co rozgniewało wielu libijskich duchownych. W 1973 i 1974 roku jego rząd pogłębił zależność prawa od szariatu, wprowadzając na przykład karę chłosty jako karę dla skazanych za cudzołóstwo lub kontakty homoseksualne. Zestawił Trzecią Teorię Międzynarodową w trzech krótkich tomach opublikowanych w latach 1975–1979, znanych jako „Zielona książka”. Jeden tom był poświęcony kwestii demokracji, przedstawiając wady systemów przedstawicielskich i przewodnictwo bezpośrednich (Rad Ludowych). Drugi opisywał poglądy Kaddafiego dotyczące socjalizmu, natomiast trzeci dotyczył kwestii społecznych dotyczących rodziny i plemienia. Dwa pierwsze tomy zalecały radykalną reformę, trzeci natomiast przyjmował społecznie konserwatywne stanowisko, głosząc, że pomimo że mężczyźni i kobiety są równi, to biologicznie przeznaczeni są w życiu do różnych ról. W następnych latach, kaddafiści przyjęli cytaty z „Zielonej Książeczki”, tj. „reprezentacja jest oszustwem” jako hasła ruchu.
Radykalizm reform i wydawanie pieniędzy z ropy na zagraniczne cele wywołało niezadowolenie opozycji. W 1974 r., w kraju doszło do pierwszego ataku na rząd Kaddafiego – budynek wojskowy w Bengazi został zaatakowany za pomocą materiałów wybuchowych. W 1975 dwóch członków Rady, Bashir Saghir al-Hawaadi i Omar Mehishi podjęło próbę nieudanego zamachu na Kaddafiego, w następstwie czego Radę ograniczono do pięciu członków, a w marcu 1977 oficjalnie ją zniesiono. We wrześniu 1975 roku przeprowadził w armii czystkę, aresztował około 200 starszych oficerów, a w październiku tego samego roku założył Centralę Bezpieczeństwa Rewolucji. W 1976 r. w Trypolisie i Bengazi wybuchły studenckie demonstracje rozbite przez policję i studentów będących zwolennikami kaddafizmu. Rada na bunt odpowiedziała aresztowaniami i wprowadzeniem obowiązku służby wojskowej dla młodych ludzi. Rząd pozostawał w nienajlepszych relacjach z konserwatywnymi duchownymi i Bractwem Muzułmańskim, których represjonowano jako działaczy antyrewolucyjnych. W styczniu 1977 roku Amnesty International potępiła Libię za przeprowadzenie egzekucji.

##### Relacje zagraniczne
W okresie rządów Sadata w Egipcie doszło do dalszego pogorszenia stosunków między obydwoma państwami. Sadatowi nie podobała się nieprzewidywalność Kaddafiego i nalegania Libii na przeprowadzenie w Egipcie „rewolucji kulturalnej”. W lutym 1973 roku wojska izraelskie zestrzeliły samolot LN 114 libijskich linii lotniczych, który na skutek burzy piaskowej przekroczył niechcący egipską przestrzeń powietrzną i wleciał na teren Izraela. W odwecie Kaddafi wydał rozkaz zniszczenia brytyjskiego statku „RMS Queen Elizabeth 2” wyczarterowany przez amerykańskich Żydów do wypłynięcia do Hajfy na 25-lecie państwowości Izraela. Wycofał swój okręt podwodny z akcji przeciwko brytyjskiemu okrętowi dopiero po interwencji Egipcjan. Do dalszego pogorszenia relacji egipsko-libijskie doszło po wybuchu wojny Jom Kipur. Libijski przywódca miał za złe egipskiemu prezydentowi że ten zaplanował atak na Izrael bez konsultacji z jego rządem. Jeszcze bardziej rozgniewało go to, gdy na jaw wyszło, że Egipt prowadził z Izraelem rozmowy pokojowe (Kaddafi uważał, że Arabowie powinni dążyć do całkowitego zwycięstwa i likwidacji państwa Izrael). Sadat i Kaddafi stali się otwartymi wrogami, a ten drugi wezwał do obalenia rywala.
Początkowo wspierał rząd Sudanu, który uznawał za nacjonalistyczny ruch rewolucyjny. Na spotkaniu pod koniec 1971 roku zaproponował Sudanowi utworzenie Unii Arabskiej, co jednak zostało odrzucone przez stronę sudańską. Gdy prezydent Sudanu Dżafar Muhammad an-Numajri poparł Sadata, Kaddafi od 1975 roku zaczął sponsorować południowosudańskich separatystów oraz rebeliantów Sadika al-Mahdiego.
Z upływem lat coraz większą uwagę zwracał na Czarną Afrykę. Często interweniował w sprawy wewnętrzne Czadu. Popierał tam ruch partyzancki Frolinat, czyli Front Wyzwolenia Narodowego Czadu. Pod koniec roku 1972 przeprowadził atak na północ Czadu. Celem inwazji było przyłączenie bogatego w uran regionu Strefa Aouzou. W akcji w Czadzie Libia wykorzystała Legion Islamski, była to powołana w 1972 roku organizacja paramilitarna dążąca do utworzenia Wielkiego Państwa Islamskiego Sahelu. Legion składał się głównie z imigrantów z biedniejszych krajów Sahelu, a według niektórych źródeł również z tysięcy Pakistańczyków i mieszkańców Bangladeszu formalnie zatrudnionych w Libii jako pracownicy cywilni. Interwencja zakończyła się w 1973 roku podpisaniem traktatu pomiędzy Czadem a Libią. Na mocy umowy Libia zdobyła Strefę Azou, w zamian zobowiązała się do wstrzymania pomocy jednostkom Frolinat i udzielenie Czadowi pomocy gospodarczej.
W 1973 założył Centrum Islamskie, które w ciągu dekady uruchomiło 132 ośrodki w całej Afryce. Dzięki działaniu organizacji w 1973 udało się nawrócić na islam, prezydenta Gabonu, Omara Bonga a trzy lata później prezydenta (a następnie cesarza) Republiki Środkowoafrykańskiej, Jean-Bédela Bokassę.
Rozwijał bliższe stosunki z krajami Maghrebu. W styczniu 1974 roku Libia i Tunezja ogłosiły unię polityczną – Arabską Republikę Islamską. Mimo że utworzenie unii zostało zaproponowane wspólnie przez al-Kaddafiego i prezydenta Tunezji Habib Burgiba, ruch okazał się być w Tunezji bardzo niepopularny i wkrótce został zawieszony. W odwecie Libia sponsorowała w latach 80. tunezyjskich antyrządowych bojowników. Kaddafi zwrócił się w stronę Algierii, w 1975 roku Libia podpisała umowę obronną z tym krajem w przeciwdziałaniu „marokańskiemu ekspansjonizmowi” a również finansowała niepodległościowy ruch Front Polisario w okupowanej przez Maroko Saharze Zachodniej. Zachęcał poprzez dotacje finansowe do zerwania stosunków dyplomatycznych z Izraelem, w 1973 roku przekonał w ten sposób osiem państw kontynentu.
W celu zwiększenia dochodów Libii rząd zaczął nabywać akcje największych europejskich koncernów, w tym Fiata, a także zakupił nieruchomości na Malcie i we Włoszech, które stały się cennym źródłem dochodowym w latach 80., gdy spadły zyski z ropy naftowej.

### Wielka Arabska Libijska Dżamahirijja Ludowo-Socjalistyczna (1977–2011)
2 marca 1977 roku Ludowy Kongres Generalny na życzenie al-Kaddafiego przyjął „Deklarację ustanowienia władzy ludowej”. W jej wyniku rozwiązano Libijską Republikę Arabską, którą zastąpiło „państwo ludowe” – Wielka Arabska Libijska Dżamahirijja Ludowo-Socjalistyczna (w arabskim: الجماهيرية العربية الليبية الشعبية الاشتراكية, al-ǧamāhīrīja al-‘arabīja al-lībīja aš-ša‘bīja al-ištirākīja). Oficjalnie dżamahirijja była demokracją bezpośrednią, w której naród sprawował władzę poprzez składający się ze 187 reprezentantów Kongres Ludowy. W wyborach brali udział wszyscy dorośli Libijczycy a głosowania odbywały się nad poszczególnymi decyzjami Kongresu. Wyniki pracy Kongresu przekazywano Walnemu Kongresowi Ludowemu, który był transmitowany na żywo w telewizji. W zasadzie Kongres Ludowy był najwyższym organem Libii a ważne decyzje proponowane przez urzędników państwowych lub samego Kaddafiego wymagały zgody Kongresów Ludowych.
Dawne instytucje prawne zostały zniesione, Kaddafi jako poradnictwo prawne dżamahirjji przewidział Koran, uważał on że prawa nienaturalne i dyktatorskie są „sztuczne” a jedyną drogą jest prawo boskie (szariat). Po roku prawo koraniczne było wycofywane ze względu na przekonanie rządu o tym że szariat jest jednak niedoskonały, gdyż gwarantuje ochronę własności prywatnej, a w ten sposób narusza zasady socjalizmu przedstawione w Zielonej Książęce. Odejście od szariatu i przyjęcie osobnego prawa konserwatywni duchowni islamscy uznali za szirk, a więc grzech oddawania czci komuś innemu niż Bogu, w rezultacie coraz liczniej zasilili oni obóz antyrządowy.

Flaga Libii w okresie Dżamahirijji

W lipcu 1977 roku przegrał mimo wyższości technologicznej krótkotrwałą, przygraniczną wojnę z Egiptem. Konflikt trwał tydzień, a obie strony zgodziły się na traktat pokojowy wynegocjowany przez kilka państw arabskich. W tym roku został zaproszony do Moskwy w podzięce za zwiększenie libijsko-radzieckich relacji handlowych.

#### Ustąpienie z formalnych funkcji
W grudniu 1978 roku ustąpił z formalnych stanowisk państwowych. Przyjął honorowy tytuł „przywódcy rewolucji” i pozostał dowódcą naczelnych sił zbrojnych. Libia zaczęła wyraźniej kierować się w kierunku socjalizmu. W marcu 1978 roku rząd wydał wytyczne do programu redystrybucji mieszkań, na celu miało to doprowadzenia do sytuacji, w której każdy dorosły Libijczyk będzie miał własne mieszkania i dzięki temu będzie zwolniony z płacenia czynszu. Większości rodzin zakazano też posiadania więcej niż jednego mieszkania a dawne mieszkania pod wynajem zostały zajęte i sprzedane lokatorom (co było dotowane przez rząd). We wrześniu wezwał komitety ludowe do wyeliminowania biurokracji w sektorze publicznym oraz likwidacji „dyktatury sektora prywatnego”. Komitety Ludowe przejęły kontrolę nad kilkuset firmami i przekształciły je w spółdzielnie prowadzone przez wybieranych drogą głosowania pracowników.
2 marca 1979 ogłoszono oddzielenie rządu i rewolucji, władze nad tą drugą objęły Komitety Rewolucyjne działające w parze z Komitetami Ludowymi. Komitety takie działały w szkołach, na uniwersytetach, w związkach zawodowych, policji i wojsku. Zdominowane przez zapalonych zwolenników rewolucji Komitety były prowadzone przez Mohammada Maghouba i Centralne Biuro Koordynacyjne, działacze tych instytucji często spotykali się z samym Kaddafim. Komitety publikowały tygodnik „Zielony Marzec” (al-zahf al-aẖḍar). Celem działań organów było utwardzanie rewolucyjnego zapału i nadzór ideologiczny. Z czasem Komitety przyjęły rolę służb bezpieczeństwa i prowadziły aresztowania przeciwników Dżamahirijji, powołując się na „prawo rewolucji” (qānūn aṯ-ṯawra). W roku 1979, Komitety rozpoczęły proces redystrybucji ziemi na równinie Jefara, co kontynuowano do 1981 roku. W następnym roku rząd przejął pełną kontrolę nad importem, eksportem i dystrybucją. W ramach walki z prywatną przedsiębiorczością, sklepy zastępowano państwowymi supermarketami. Wbrew zamierzeniom działania te przyczyniły się do rozwoju czarnego rynku.
Radykalny kurs Dżamahirijji doprowadził do aktywizacji przeciwników tej ideologii. W lutym 1978 roku odkryto spisek szefa wywiadu wojskowego, który chciał dokonać zabójstwa al-Kaddafiego. Po incydencie przywódca zwiększył swoje bezpieczeństwo i otaczał się ludźmi z rodzinnego plemienia Qaddadfa. Przeciwko rządowi zwróciły się szczególnie osoby, którym skonfiskowano majątki. Zachód finansował grupy opozycyjne zakładane przez libijskich emigrantów. Najbardziej znanym z nich był założony w 1981 przez Muhammada Jusufa al-Makarjafa, Narodowy Front Ocalenia Libii. Front zaaranżował ataki bojówek na cele rządowe. Inna z organizacji, al-Borkan dokonywała zabójstw libijskich dyplomatów za granicą. Grupy takie nazywane były przez Kaddafiego „bezpańskimi psami”. Za zwalczanie zbrojnych dysydentów odpowiadał pułkownik Junis Bilgasim, który utworzył zagraniczne sekcje Komitetów Rewolucyjnych nadzorujących likwidację przebywających na emigracji dysydentów. Choć kraje regionu, prowadziły podobne działania, Kaddafi nie ukrywał ich i publicznie chwalił się sukcesami w likwidacji opozycjonistów. W czerwcu 1980 roku wezwał wszystkich dysydentów do powrotu do domu, a w przeciwnym razie zapowiedział zabicie ich gdziekolwiek się znajdują.
W 1979 roku Stany Zjednoczone umieściły Libię na liście państw sponsorujących terroryzm po tym gdy pod koniec roku demonstranci w tym kraju spalili ambasadę USA w Trypolisie w ramach akcji solidarności ze sprawcami irańskiego kryzysu zakładników. Po roku libijskie myśliwce zaczęły przechwytywać amerykańskie myśliwce latające nad Morzem Śródziemnym, co sygnalizowało całkowity upadek stosunków między krajami. Pogorszyły się także stosunki z Libanem i społecznością szyicką całego świata po tym, jak w sierpniu 1978 roku w trakcie wizyty w Libii w kraju tym zaginął imam Musa al-Sadr. Libańczycy oskarżyli Kaddafiego o uwięzienie lub zabicie go, czemu Libia zaprzeczała (pojawiły się też wersje o porwaniu go przez Włochów albo służby wierne irańskiemu szachowi). Poprawił natomiast stosunki z Syrią. Kaddafiego i prezydenta Syrii, Hafiza al-Asada łączyła wrogość wobec Izraela i Egiptu Sadata. W 1980 roku Libia zaproponowała Syrii unię polityczną. W zamian proponowano Syryjczykom spłatę ich długu względem Związku Radzieckiego. Pomysł nie został zrealizowany, lecz Syria pozostała wiernym sojusznikiem Libii. Innym krajem, który łączyły z Libią dobre relacje, okazała się Uganda. W 1979 roku Kaddafi wysłał do Ugandy 2500 żołnierzy w celu obrony rządu prezydenta Idi Amina przed atakującymi ten kraj wojskami tanzańskimi. Misja nie powiodła się: zginęło 400 Libijczyków, a reszta została zmuszona do wycofania się. Kaddafi żałował później wsparcia Amina i otwarcie go krytykował.
Libii zagroziło widmo konfliktu wewnętrznego po tym, gdy w maju 1984 roku dom Kaddafiego w Bab al-Azizia został bezskutecznie zaatakowany przez milicję Narodowego Frontu Ocalenia Libii i Bractwa Muzułmańskiego. Po ataku 5000 dysydentów zostało aresztowanych.

#### Pogorszenie stosunków międzynarodowych

##### W Afryce subsaharyjskiej
W dalszych ciągu ingerował w sprawy państw Sahelu. Mieszkający w Mali i Nigrze Tuaregowie, a także Zaghawa w Sudanie i Czadzie, uznawani byli przez Kaddafiego za Arabów. Z tego powodu Libijczycy często angażowali się w konflikty wewnętrzne tych państw, po stronie wymienionych grup ludności. Wiele państw afrykańskich miało dość radykalnej polityki Libii. Od początku lat 80., dziewięć państw kontynentu zerwało stosunki dyplomatyczne z krajem rządzonym przez Kaddafiego, a w 1982 OJA odwołała zaplanowaną w Trypolisie konferencję, obawiając się objęcia przewodnictwa libijskiego dyktatorskiego w organizacji.
W 1979 roku władzę w Czadzie objął niegdyś sponsorowany przez al-Kaddafiego Frolinat. Na łamach ruchu doszło do walk między frakcją prolibijską i profrancuską. Dzięki interwencji libijskiej z konfliktu zwycięsko wyszli sojusznicy Libii. Nowo obrany prezydent Goukouni Oueddei wraz z Kaddafim ogłosił w 1981 roku plan zjednoczenia obu państw. Projekt ten spotkał się z ostrą, nieprzychylną reakcją Francji, krajów sąsiadujących z Czadem oraz ugrupowań wewnątrz kraju. W listopadzie tego roku Kaddafi wysłał wojska mające pomóc Ouddeiowi ustabilizować sytuację. Organizacja Jedności Afrykańskiej zaapelowała do Libijczyków o wycofanie o się z Czadu. Libijczycy pod presją zgodzili się dobrowolnie opuścić Czad. W 1982 roku prolibijski rząd Czadu został obalony przez rebeliantów Hissène Habré. Nowy rząd prowadził odtąd z Libią walki o Strefę Aozu. W latach 1986–1987 miała miejsce tzw. wojna toyot. W jej trakcie Libijczycy starli się z Czadem (wspieranym przez Francję). Libia poniosła w konflikcie porażkę, w następstwie czego utraciła Strefę Aozu.
W sierpniu 1984 roku zaproponował Maroko jedność polityczną, wraz z tamtejszym monarchą, Hassanem II podpisał traktat formułujący Unię Afrykańsko-Arabską. Związek ten odebrany został ze zdziwieniem ze względu na silne różnice polityczne i długotrwałą wrogość między oboma krajami. Relacje w dalszym ciągu pozostały napięte, szczególnie ze względu na dobre stosunki Maroka z USA i Izraelem. W sierpniu 1986 roku z inicjatywy Hassana, zniesiono umowę.

##### W relacjach z Zachodem
W 1981 roku nowy prezydent USA Ronald Reagan nazwał Kaddafiego „wściekłym psem Bliskiego Wschodu” i „międzynarodowym pariasem”. Zaostrzył stanowisko amerykańskie wobec Libii, błędnie uznając rząd tego kraju za marionetkowy reżim ZSRR. Kaddafi zlekceważył stanowisko Reagana i w kwietniu 1981 i 1985 roku złożył wizyty w Moskwie, w trakcie których zwiększył wymianę handlową z mocarstwem. Zagroził ponadto przystąpieniem Libii do Układu Warszawskiego. Mimo nominalnie przyjaznych relacji na linii ZSRR-Libia, ten pierwszy zachowywał ostrożność i dystans, uważając al-Kaddafiego za przywódcę nieprzewidywalnego i ekstremistycznego.
W sierpniu 1981 roku lotnictwo amerykańskie zestrzeliło na libijskich wodach terytorialnych dwa libijskie samoloty Su-17 (wersja 22). W odpowiedzi na to zamknięta została ambasada Libii w Waszyngtonie. Reagan wycofał z Libii część przedsiębiorstw amerykańskich, co miało na celu zmniejszenie liczby Amerykanów przebywających w tym państwie. W marcu 1982 roku Stany Zjednoczone wprowadziły embargo na libijską ropę, a w styczniu 1986 roku nakazały wszystkim firmom amerykańskim zaprzestania działalności w kraju, mimo że w dalszym ciągu w Libii przebywało kilkuset amerykańskich pracowników. Pogorszone zostały również stosunki dyplomatyczne z Wielką Brytanią po tym, gdy w nieznanych okolicznościach w Londynie w kwietniu 1984 roku zastrzelona została brytyjska policjantka Yvonne Fletcher, a o jej zabójstwo oskarżeni zostali libijscy dyplomaci. Na wiosnę 1986 roku, gdy US Navy po raz kolejny rozpoczęła ćwiczenia w Zatoce Wielkiej Syrty u wybrzeży Libii, rozwścieczeni Libijczycy podjęli próbę wojskowego odwetu za ćwiczenia. Akcja nie udała się, a Amerykanie zatopili kilka libijskich okrętów.
W 1986 roku, rząd USA oskarżył Libię o zorganizowanie zamachu na dyskotekę w Berlinie w 1986 roku, w zamachu zginęło dwóch amerykańskich żołnierzy. Reagan, obarczając winą za zamach rząd Libii, zorganizował wojskowy odwet. Ruch ten skrytykowała CIA, która uważała, że większe zagrożenie dla interesów USA w regionie stanowi Syria a atak wzmocni tylko Kaddafiego cieszącego się i tak dużym poparciem. Mimo rad CIA, rząd uznał Libię za „miękki cel” i zdecydował się na uderzenie. Na arenie międzynarodowej Reagana wsparła Wielka Brytania, pozostali europejscy sojusznicy Amerykanów uznali natomiast atak za niezgodny z prawem międzynarodowym. 15 kwietnia 1986 amerykańskie samoloty wojskowe rozpoczęły serię ataków powietrznych. Uderzenie zorganizowano pod nazwą Operation El Dorado Canyon. Bombardowaniu uległy obiekty wojskowe w różnych częściach kraj. W ataku zginęło około 100 Libijczyków, w tym wielu cywilów. Jednym z celów ataku był dom Kaddafiego. On sam wyszedł z ataku bez szwanku, rannych zostało natomiast jego dwóch synów a śmierć poniosła czteroletnia adoptowana córka Hanna. Po tym wydarzeniu, Kaddafi wycofał się na pustynię i oddał się medytacji.
W czasie konfliktu ze Stanami Zjednoczonymi dochodziło do sporadycznych starć kaddafistów i oficerów, którzy próbowali obalić rząd.
W następstwie ataku zwiększona również została reputacja Kaddafiego. Przywódca cieszył się opinią przeciwnika imperializmu co przełożyło się na zwiększenie poparcia dla niego zarówno w ojczyźnie jak i w całym świecie arabskim.
Jednym z niewielu państw zachodnich, które w latach 80. utrzymywało z Libią dobre stosunki była Malta. Al-Kaddafi pomógł maltańskiemu rządowi przeprowadzić proces nacjonalizacji banków, telekomunikacji i transportu.

### Liberalizacja

#### Rewolucja w rewolucji (1987–1998)

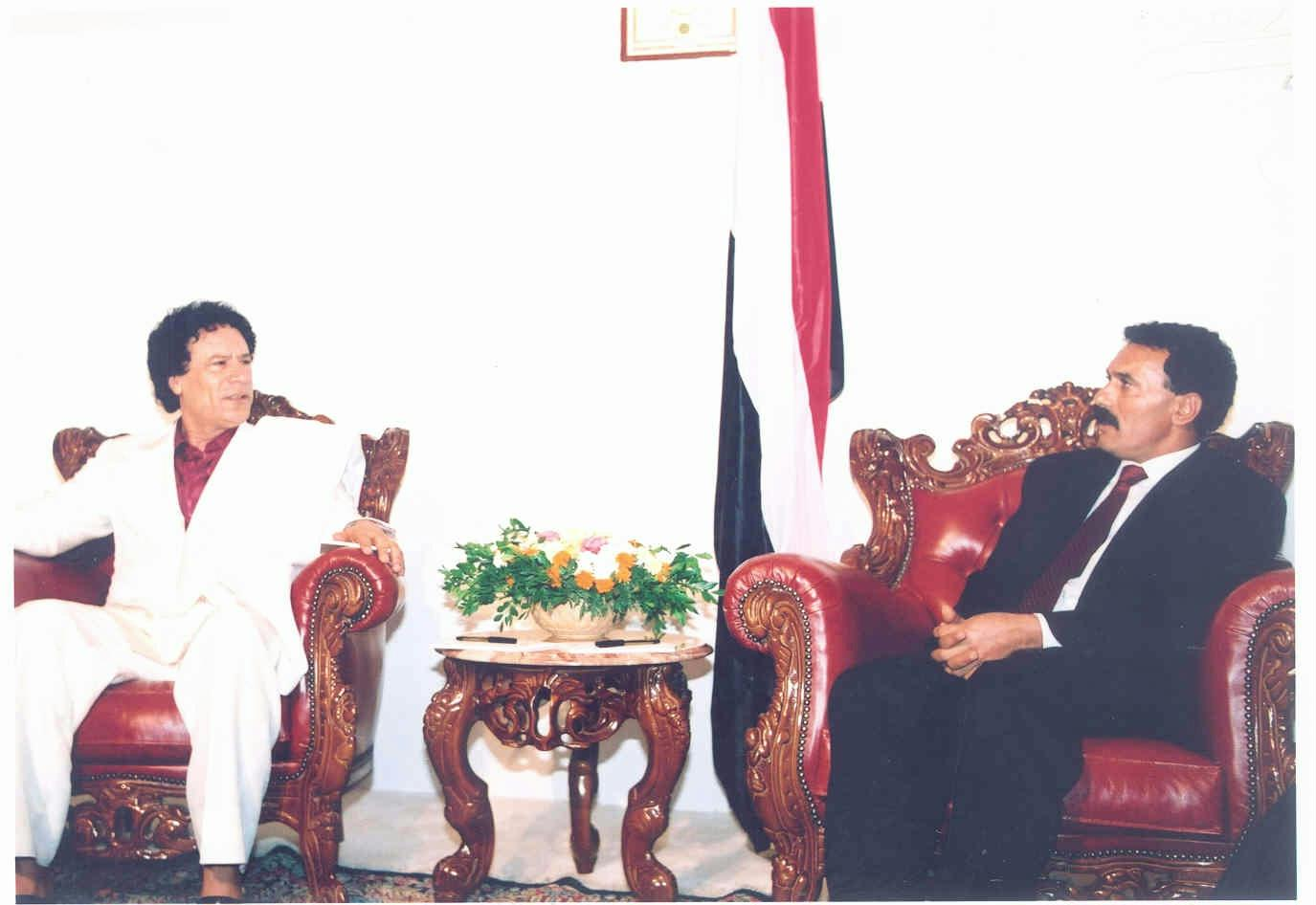
Mu’ammar al-Kaddafi i Ali Abd Allah Salih (1990)

W połowie lat 80. pojawiły się w problemy ekonomiczne. Od 1982 do 1986 roczne dochody z ropy spadły z 21 miliardów dolarów do 5,4 miliarda. Dużo pieniędzy pochłonęły projekty nawadniania, w tym Wielka Sztuczna Rzeka, która mimo projektów zakładających ukończenie jej do końca dekady pozostała niekompletna do początków XXI wieku. Sytuację pogarszało również to że zwiększono wydatki wojskowe a zmniejszono na inne cele.
W 1986 roku z jego inicjatywy w Libii zmieniono nazwy miesięcy. Pod koniec lat 80. przeprowadził szereg liberalizacyjnych reform gospodarczych co miało doprowadzić do ograniczenia spadków dochodów z ropy naftowej. W maju 1987 roku, ogłosił początek rewolucji w ramach „rewolucji”, która rozpoczęła się reformą przemysłu i rolnictwa oraz ponownym otwarciem małego biznesu. Ograniczono działalność Komitetów Rewolucyjnych, w marcu 1988 roku ograniczono jej wpływy na wymiar sprawiedliwości poprzez utworzenie Ministerstwa Mobilizacji Ludowej i Kierownictwa Rewolucyjnego. W sierpniu 1988 roku publicznie skrytykował Komitety. Al-Kaddafi, krytykując Komitety, stwierdził, że „prawdziwy rewolucjonista nie praktykuje represji”, a w marcu z jego inicjatywy uwolniono setki więźniów politycznych. W czerwcu wydano Wielką Zieloną Kartę Praw Człowieka. Zawierająca 27 artykułów księga zawierała prawa i gwarancje zmierzające do poprawy sytuacji praw człowieka w Libii, ograniczenia stosowania kary śmierci (wezwano też do ostatecznego jej zniesienia). Wiele z zaproponowanych artykułów zostało zrealizowanych w następnym roku, inne natomiast nigdy nie zostały wprowadzone w życie.
W 1989 roku, rząd Libii utworzył Międzynarodową Nagrodę Praw Człowieka Al-Kaddafiego, która miała zostać przyznawana osobom z Trzeciego Świata zwalczającym w mniemaniu kaddafistów kolonializm i imperializm. W pierwszym roku jej laureatem został Nelson Mandela. Laureatami nagrody został szereg osób o przeróżnych poglądach. W kolejnych latach laureatami zostały dzieci palestyńskie (1990), rdzenna ludność Ameryki (1991), Afrykańskie Centrum Zwalczania AIDS (1992), dzieci Bośni i Hercegowiny (1993), organizacja Union of Human Rights Societies and Peoples in Africa (1994), Ahmad Ben Bella i Francisco da Costa Gomes (1995), Louis Farrakhan (1996), Gracelyn Smallwood, Melchior Ndadaye, Melba Hernández, Manal Younes Abdul-Razzak, Doreen McNally (1997), Fidel Castro (1998), dzieci Iraku (1999), Suha Biszara, Joseph Ki-Zerbo, Evo Morales, Ruch Września i Centrum Trzeciego Świata (2000), Mamadou N’Diaye, Roger Garaudy, Ibrahim Al-Koni, Jean Ziegler, Nadeem Albetar, Ali M. Almosrati, Khaifa M. Attelisie, Mohamed A. Alsherif, Ali Fahmi Khshiem, Rajab Muftah Abodabos, Mohamed Moftah Elfitori, Ali Sodgy Abdulgader, Ahmed Ibrahim Elfagieh (2002), Szenuda III (2003), Hugo Chávez (2004), Mahathir bin Mohamad (2005), Evo Morales (po raz drugi 2006), biblioteki Timbuktu (2007), Dom Mintoff (2008), Daniel Ortega (2009), Recep Tayyip Erdoğan (2010).
W następstwie amerykańskiego ataku z 1986 roku, armia została oczyszczona z elementów postrzeganych jako nielojalne, w 1988 roku, ogłosił utworzenie milicji ludowej mającej zastąpić wojsko i policję. W 1987 roku w zakładzie w Rabta rozpoczął produkcję iperytu, choć publicznie zaprzeczał składowaniu broni chemicznej, a także podjął się bezskutecznych prób rozwijania broni jądrowej. W tym okresie w kraju doszło do wzrostu działalności opozycji islamistycznej sformowanej w grupach takich jak Bractwo Muzułmańskie i Libijska Islamska Grupa Bojowa. Rząd udaremnił liczne zamachy na Kaddafiego, a w 1989 roku siły bezpieczeństwa dokonały rajdów na meczety, które uważane były za ważne ośrodki kontrrewolucyjnej propagandy. W październiku 1993 roku, oficerowie coraz bardziej marginalizowanej armii zainicjowali nieudany zamach w Misracie, z kolei we wrześniu 1995 roku islamiści rozpoczęli nieudaną rebelię w Bengazi. W 1996 roku zamieszki pomiędzy kibicami wrogich sobie drużyn piłkarskich w Trypolisie zmieniły się w protest przeciwko Dżamahirijji. W celu zwalczania islamistów odrodzona została działalność Komitetów Rewolucyjnych.
W latach 1994–1997, rząd przeprowadził czystkę w Komitetach, co miało na celu wykorzenienie korupcji, w szczególności w sektorze gospodarczym.
W 1989 z jego inicjatywy utworzona została Arabska Unia Maghrebu, jednocząca Libię w pakcie gospodarczym z Marokiem, Tunezją, Algierią i Mauretanią. Kaddafi widział w organizacji początki nowej unii panarabskiej. W międzyczasie Libia zintensyfikowała wsparcie dla antyzachodnich organizacji zbrojnych, takich jak Tymczasowa IRA, a w 1988 roku doszło do zamachu na lot nr 103 Pan Am nad Lockerbie w Szkocji. Za udział w zamachu brytyjska policja oskarżyła dwóch obywateli Libii. Odmowa wydania oskarżonych szkockiemu wymiarowi sprawiedliwości spowodowała nałożenie przez ONZ sankcji gospodarczych na Libię w 1992. W wyniku sankcji kraj odniósł 900 milionów dolarów straty.
Innym problemem, który pojawił się w relacjach z Zachodem, był incydent ze stycznia 1989 roku, kiedy to dwa libijskie samoloty bojowe zostały zestrzelone przez USA nad libijskim wybrzeżem. Wiele państw afrykańskich sprzeciwiło się sankcjom ONZ nałożonym na Libię, jednym z afrykańskich liderów, którzy byli im przeciwni, był między innymi Mandela, który skrytykował je w trakcie spotkania z Kaddafim w 1997 roku. Przy okazji Mandela pochwalił Libię za walkę z apartheidem i przyznał Kaddafiemu Order Dobrej Nadziei. Sankcje zostały cofnięte w 1998 roku, gdy Libia zgodziła się na ekstradycję podejrzanych do Szkockiego Sądu w Holandii. Ostatecznie w kwietniu 1999 al-Kaddafi wydał zgodę na ekstradycję zamachowców. 16 sierpnia 2003 rząd libijski podpisał ugodę i wziął na siebie odpowiedzialność za zamach nad Lockerbie oraz zobowiązał się wypłacić rodzinie każdej z ofiar po 10 milionów dolarów, w efekcie czego sankcje ONZ zostały zniesione.

#### Panafrykanizm, prywatyzacja, złagodzenie kursu międzynarodowego i reformy gospodarcze (1999–2011)
Od połowy lat 90. Al-Kaddafi prowadził bardziej umiarkowaną politykę. Gdy XX wiek dobiegał końca, Kaddafi sfrustrowany zanikiem panarabskich ideałów marginalizował odwołania do arabskiego nacjonalizmu. Zwrócił się w stronę panafrykanizmu i zaczął zwracać większą uwagę na afrykańską tożsamość kraju. W latach 1997–2000, Libia podpisała umowy o współpracy lub porozumienia o dwustronnej współpracy z dziesięcioma państwami kontynentu, a w 1999 roku przystąpiła jako członek założyciel do Wspólnoty Państw Sahelu i Sahary (pozostałymi założycielami były Burkina Faso, Czad, Mali, Niger i Sudan). W czerwcu 1999 odwiedził w RPA Mandelę, a w następnym miesiącu wziął udział w szczycie OJA w Algierze gdzie wezwał do większej integracji politycznej i gospodarczej kontynentu oraz zaproponował utworzenie Stanów Zjednoczonych Afryki. Projekt utworzenia Stanów poparły Erytrea, Ghana, Senegal, Zimbabwe, i Republika Zielonego Przylądka natomiast RPA, Nigeria i Kenia wyraziły zainteresowanie pomysłem. Kaddafi chciał też włączyć do Stanów kraje Karaibów z liczną diasporą afrykańską – Haiti, Jamajkę i Dominikanę, a także inne wyspy regionu.
Wraz z lipcem 2002 roku znalazł się w gronie założycieli Unii Afrykańskiej (UA) mającej na celu zastąpienie OJA. Na ceremonii otwarcia, stwierdził, że państwa afrykańskie powinny odrzucać pomoc warunkową z krajów rozwiniętych, co kontrastowało z orędziem wygłoszonym przez prezydenta RPA, Thabo Mbekiego. Na trzecim szycie UA, który odbył się w Libii w lipcu 2005 roku, wezwał do dalszego poziomu integracji – wprowadzenie jednolitego paszportu UA, utworzenia wspólnego systemu obrony i wspólnej waluty, w trakcie przemowy wykorzystał hasło „Stanów Zjednoczonych Afryki”. W czerwcu 2005 roku Libia dołączyła do Wspólnego Rynku Afryki Wschodniej i Południowej. W sierpniu 2008 roku został ogłoszony przez komisję tradycyjnych afrykańskich przywódców (wodzów) „Królem Królów”. 1 lutego 2009 w Addis Abebie w Etiopii odbyła się jego ceremonia koronacyjna, co zbiegło się z jego wyborem na szefa Unii Afrykańskiej na okres jednego roku. W październiku 2010 roku przeprosił w imieniu narodów arabskich przywódców afrykańskich za ich udział w handlu niewolnikami w Afryce.

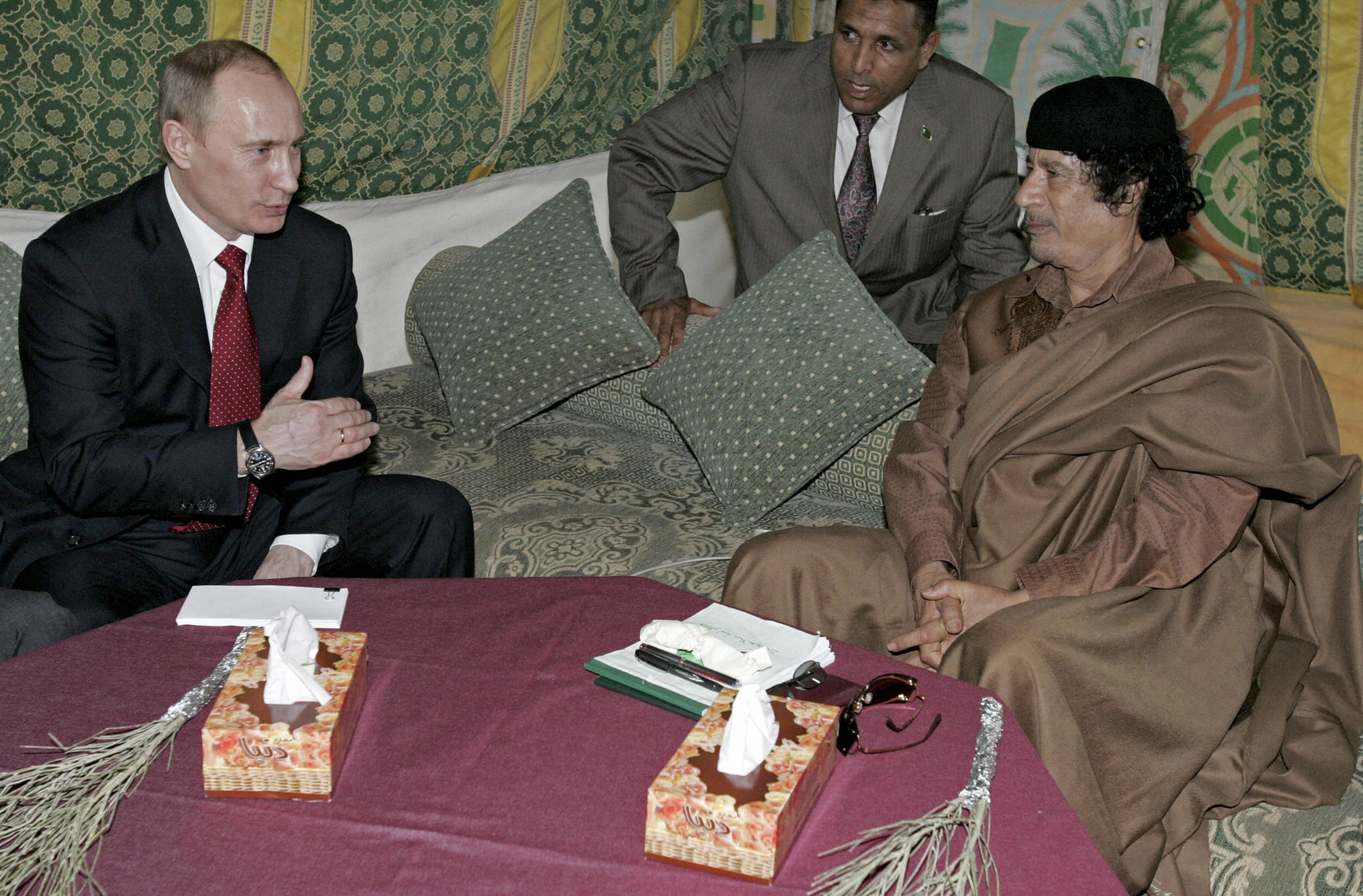
Mu’ammar al-Kaddafi podczas rozmowy z prezydentem Rosji Władimirem Putinem w Trypolisie (2008)

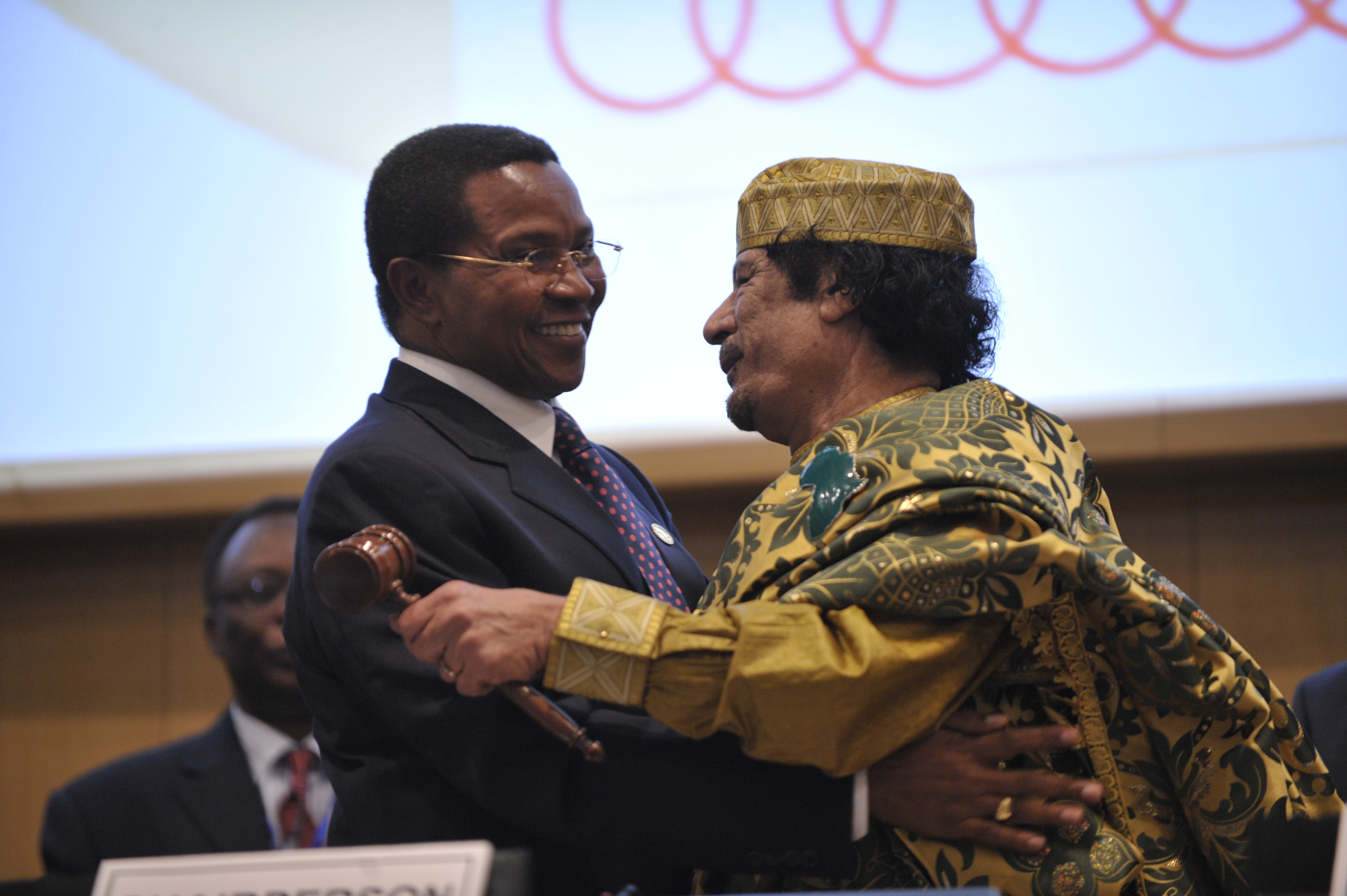
Mu’ammar al-Kaddafi i prezydent Tanzanii Jakaya Kikwete na szczycie UA w Addis Ababie (2009)

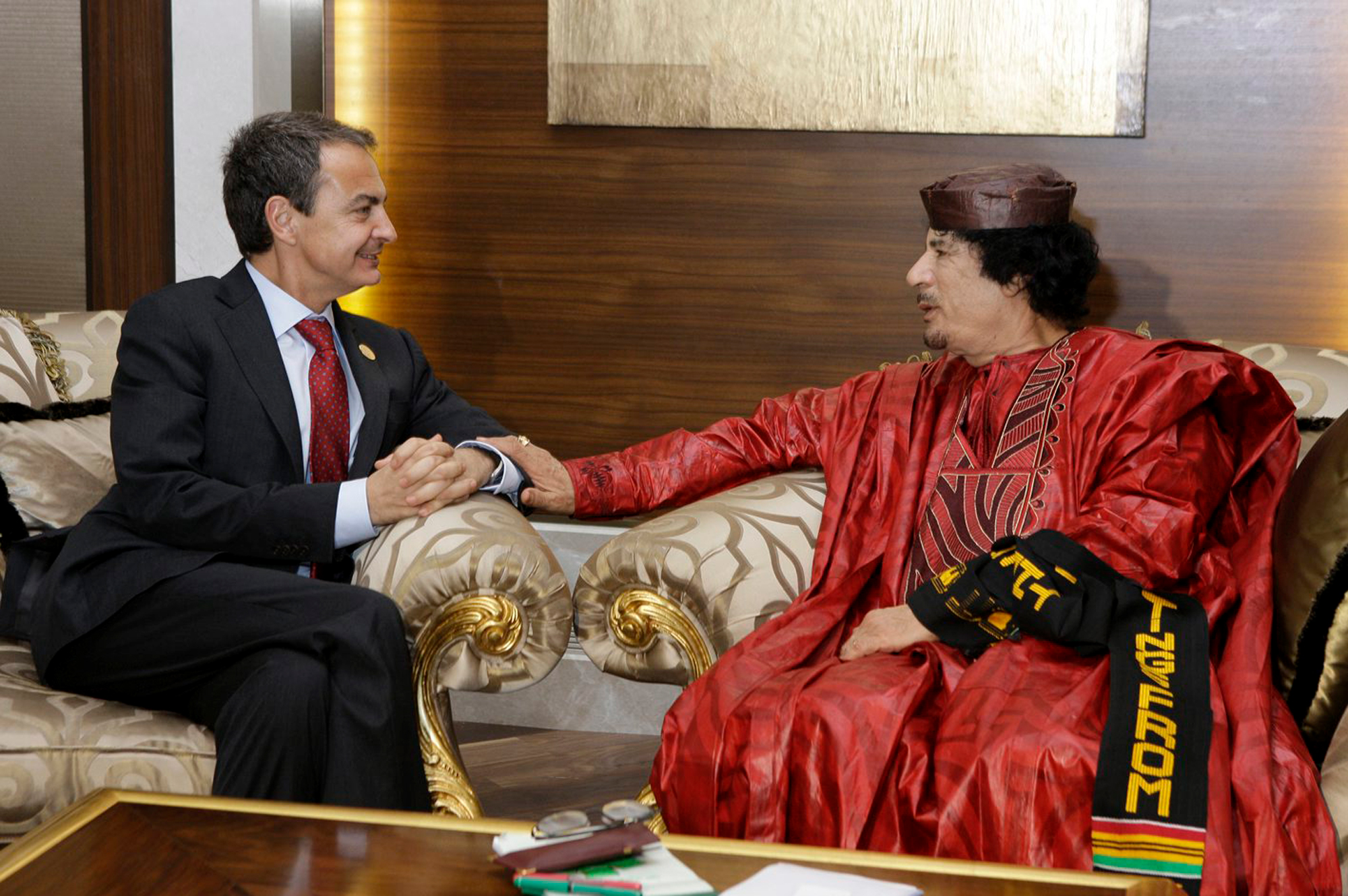
Mu’ammar al-Kaddafi i premier Hiszpanii José Luis Rodríguez Zapatero (2010)

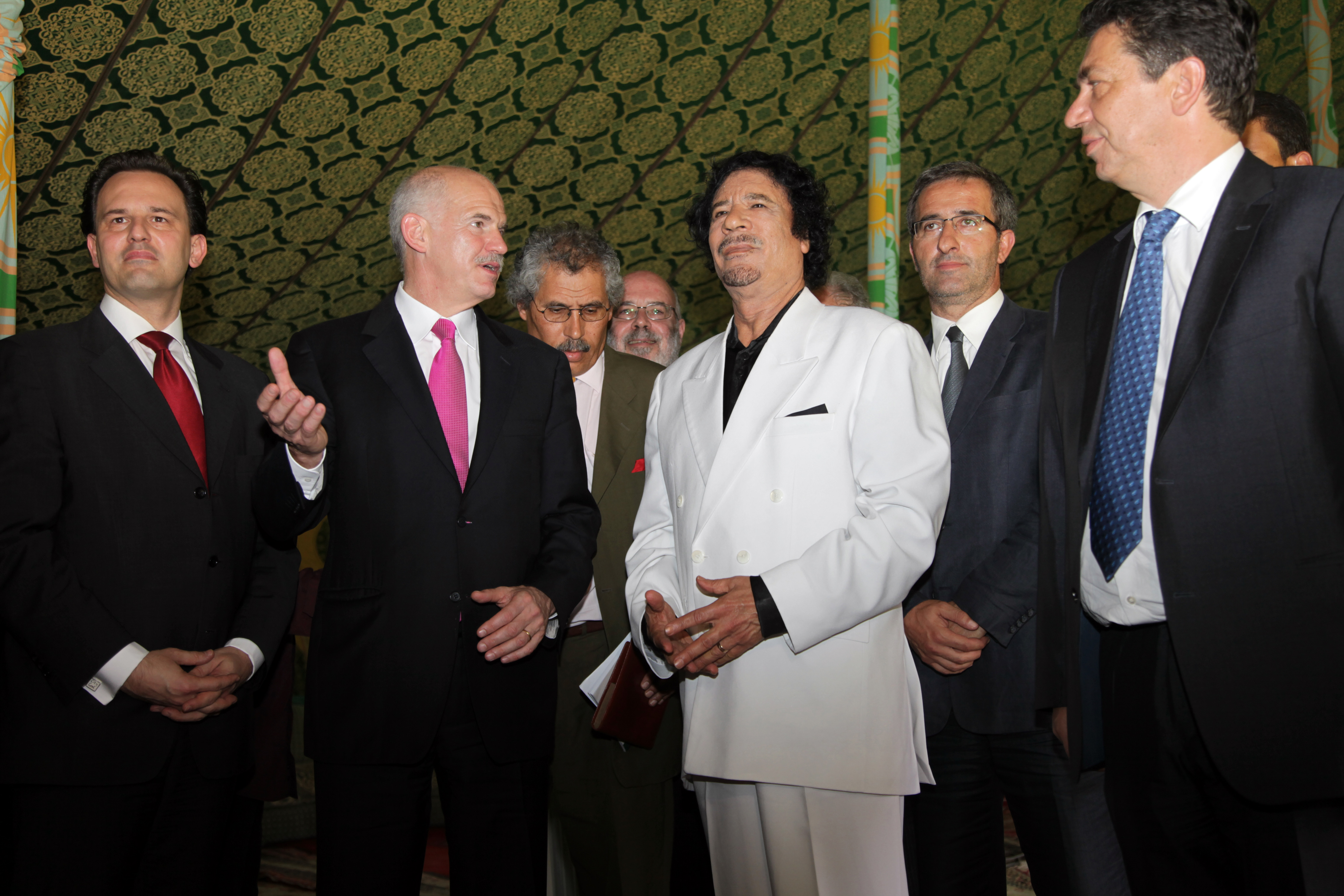
Mu’ammar al-Kaddafi podczas spotkania z premierem Grecji Jorgosem Papandreu (2010)

Nowy wiek oznaczał dla Libii powrót na arenę międzynarodową. W 1999 roku, Libia zaczęła tajne rozmowy z brytyjskim rządem w celu normalizacji stosunków. W 2001 roku al-Kaddafi potępił zamach z 11 września 2001 roku przygotowany przez Al-Kaidę, wyraził współczucie dla ofiar i wezwał do zaangażowania Libii w wojnę z terroryzmem wojującego islamizmu. Jego rząd w dalszym ciągu tłumił wewnątrz kraju ruch islamistyczny, a jednocześnie Kaddafi wezwał do szerszego stosowania prawa szariatu. Libia nawiązała bliższe połączenia z Chinami i Koreą Północną a kwietniu 2002 roku Libię odwiedził przewodniczący Chińskiej Republiki Ludowej Jiang Zemin. Pod wpływem amerykańskiej inwazji na Irak, w grudniu 2003 roku, Libia wyrzekła się posiadania broni masowego rażenia, zlikwidował program broni chemicznej i jądrowej. W rezultacie poprawiły się stosunki z USA, a w marcu 2004 roku brytyjski premier Tony Blair spotkał się z Kaddafim na jednej z libijskich pustyń. W kwietniu 2004 roku Kaddafi odwiedził siedzibę Unii Europejskiej w Brukseli co w rezultacie doprowadziło do poprawy stosunków rządu z państwami UE. UE zakończyła sankcje wobec Libii, a w październiku 2010 roku wypłaciła Libii 50 milionów euro, które przeznaczone zostały na zatrzymanie afrykańskich imigrantów próbujących dostać się do Europy, Kaddafi popierał zatrzymanie imigracji do Europy, twierdząc, że jest to konieczne, aby zapobiec europejskiej tożsamości kulturowej w nowej „Czarnej Europie”. W 2007 wypuścił z kraju oskarżane o zarażenie wirusem HIV kilkuset niemowląt bułgarskie pielęgniarki i palestyńskiego lekarza, którym w Libii groziła kara śmierci. Według ujawnionego w 2012 dokumentu rząd libijski miał w 2007 roku wesprzeć kampanię Nicolasa Sarkozy’ego kwotą 50 mln dolarów.
Polepszenie stosunków z zachodem nie wyeliminowało całkowicie zgrzytów z krajami tego regionu – na wiosnę 2010 roku po tym, gdy szwajcarska policja oskarżyła dwóch członków jego rodziny o przestępstwo potępione w tym kraju, Kaddafi wezwał do dżihadu przeciwko Szwajcarii, a stosunki między oboma krajami zostały dwustronnie zerwane.
W 2006 roku Libia została usunięta z amerykańskiej listy państw sponsorujących terroryzm. Mimo poprawy relacji ze światem zachodnim al-Kaddafi kontynuował antyzachodni dyskurs ideologiczny. Nawiązał dobre relacje z rządem Wenezueli prezydenta Hugo Cháveza. W 2001 roku Chávez (po zaproszeniu od Kaddafiego) odwiedził Libię. W czasie wizyty obaj przywódcy omówili sytuację międzynarodową, poziom produkcji OPEC i spadek cen ropy naftowej. W 2004 roku prezydent Wenezueli został odznaczony Międzynarodową Nagrodą Praw Człowieka Al-Kaddafiego. Chávez nazywał Kaddafiego przyjacielem i podkreślił, że łączy ich ten sam światopogląd. W 2006 roku, podczas trzeciej wizyty Cháveza, przywódcy podpisali ogólny traktat współpracy ekonomicznej i kulturalnej, a Chávez wezwał do wzajemnego zjednoczenia przeciwko „amerykańskiej hegemonii”. Na Drugim Szczycie Ameryki Południowej-Afryki w Wenezueli we wrześniu 2009 roku al-Kaddafi wezwał do utworzenia antyimperialistycznego frontu państw Afryki i Ameryki Łacińskiej. Zaproponował utworzenie Południowego Sojuszu Atlantyckiego, który miał rywalizować z blokiem NATO. W tym samym miesiącu skierował się do Zgromadzenia Ogólnego ONZ ze słowami potępienia „zachodniej agresji”. Polityka zagraniczna Wenezueli i Libii miała również różnice – o ile Wenezuela wysuwała się do roli czołowego przeciwnika Stanów Zjednoczonych w Ameryce Południowej, Libia starała się poprawić relacje z tymże mocarstwem.
Gospodarka Libii uległa prywatyzacji, ale – mimo odrzucenia socjalistycznej polityki nacjonalizacji przemysłu, opisanej w „Zielonej książeczce” – rząd dalej twierdził, że ustrojem gospodarczym Libii jest „socjalizm ludowy”, a nie kapitalizm. Zadowolonych z reform al-Kaddafi w przemówieniu w marcu 2003 roku wezwał do prywatyzacji na szeroką skalę. W 2003 roku przemysł naftowy został w dużej mierze sprzedany prywatnym korporacjom. Do 2004 roku bezpośrednie inwestycje zagraniczne w Libii wyniosły 40 miliardów dolarów, w porównaniu z 2003 rokiem odnotowano więc sześciokrotny wzrost. Przeciwko liberalnym gospodarczo reformom wystąpiły szerokie kręgi libijskiego społeczeństw, doszło do wielu demonstracji publicznych. Choć w marcu 2006 roku nad Powszechnym Kongresem Ludowym władzę przejęli twardogłowi rewolucjoniści, którzy ograniczyli tempo zmian, reformy nie zostały zatrzymane aż do upadku rządów al-Kaddafiego. W 2010 roku ogłoszono plan wedle którego, połowa libijskiej gospodarki miała zostać sprywatyzowana w następnym dziesięcioleciu. Choć liberalizacji ekonomicznej nie towarzyszyła większa liberalizacja systemu politycznego i Kaddafi w dalszym ciągu zajmował w kraju najważniejszą rolę to w marcu 2010 rząd przekazał radom gminnym szereg uprawnień W rządzie wzrosła liczba technokratów i reformatorów, najbardziej znanym z nich był syn Kaddafiego i planowany spadkobierca przywódcy, Sajf al-Islam, który otwarcie krytykował nieprzestrzeganie w kraju praw człowieka. Sajf prowadził grupę, która zaproponowała opracowanie nowej konstytucji, która jednakże nigdy nie została przyjęta. Sajf popierał popularyzowanie Libii wśród zagranicznych turystów, a w 2008 założył kilka prywatnych kanałów medialnych, które jednak po tym, gdy krytykowały rząd, zostały znacjonalizowane w 2009 roku.

### Wojna domowa w Libii
Po rozpoczęciu arabskiej wiosny w 2011 roku, al-Kaddafi wypowiedział się po stronie tunezyjskiego prezydenta Zajna al-Abidina ibn Alego i zagroził tamtejszej rewolucji. Stwierdził też, że Tunezyjczycy będą zadowoleni, jeśli ibn Ali wprowadzi tam system Dżamahirijji. Pod koniec stycznia opozycjonista Dżamal al-Hadżi zaapelował w internecie o zorganizowanie demonstracji mających na celu „wywalczenie większej wolności w Libii”. 27 stycznia 2011 rząd ustosunkował się do apelu, znosząc podatki i cła na krajowe i importowane produkty żywnościowe. W obawie przed protestami krajowymi, rząd wdrożył także środki zapobiegawcze, w tym oczyszczenie korpusu oficerskiego armii z potencjalnych dezerterów. Zmiany te jednak nie uspokoiły nastrojów społecznych i w lutym doszło do wystąpień przeciwko reżimowi. W przeciwieństwie do wielu innych państw pogrążonych w rozruchach arabskiej wiosny, Libia była jednorodna religijnie i nie miała silnego ruchu islamistycznego. Antyrządowe nastroje w tym kraju związane były z bezrobociem i niezadowoleniem z systemu.
Przywódca oskarżył rebeliantów o powiązania z Al-Ka’idą, ogłosił, że umrze jako męczennik i nie ma zamiaru opuścić kraju. Po starciach zbrojnych z opozycją, część starszych polityków zrezygnowała z urzędów lub przeszła na stronę protestujących. Powstanie rozprzestrzeniło się w mniej rozwiniętej gospodarczo wschodniej części państwa. Pod koniec lutego, wschodnie miasta, w tym Bengazi, Misrata, Al-Bajda i Tobruk znalazły się pod kontrolą rebeliantów. W Bengazi buntownicy założyli opozycyjną wobec al-Kaddafiego Narodową Radę Tymczasową (NRT). W pierwszych miesiącach konfliktu wszystko wskazywało na to, że siły wierne rządowi zwyciężą w wojnie domowej. W trakcie działań wojennych obie strony konfliktu naruszały prawa człowieka, dokonując aresztowań, tortur, linczów czy ataków odwetowych. W dniu 26 lutego Rada Bezpieczeństwa Organizacji Narodów Zjednoczonych zawiesiła Libię w prawach członka ONZ-owskiej Rady Praw Człowieka, wdrożyła wobec tego kraju sankcje i wezwała Międzynarodowy Trybunał Karny do śledztwa w sprawie tłumienia rebelii. W marcu Rada Bezpieczeństwa wprowadziła zakaz lotów nad Libią. Rada wyraźnie zabroniła też ingerencji obcych wojsk na terenie kraju, co zignorował Katar, który wysłał do kraju setki żołnierzy wspierających opozycję. Francja i Zjednoczone Emiraty Arabskie natomiast udzielały rebeliantom szkolenia i dozbrajały ich.

#### Odsunięcie od władzy
Wraz z ofensywą powstańców, wspieranych z powietrza przez siły NATO, wzrastało uznanie międzynarodowe dla Narodowej Rady Tymczasowej. 23 sierpnia 2011 powstańcy zdobyli kwaterę al-Kaddafiego w Trypolisie, zmuszając go do ucieczki, a NRT efektywnie (de facto) przejęła władzę w kraju. 16 września 2011 NRT została oficjalnie uznana przez ONZ, a jej przedstawiciel uzyskał mandat w Zgromadzeniu Ogólnym. Ambasadorzy libijscy w wielu krajach oficjalnie wypowiedzieli się przeciw rządzącemu dyktatorowi i poparli protesty. Demonstracje przerodziły się w rewoltę, a następnie w wojnę domową. W oparciu o rezolucję Rady Bezpieczeństwa ONZ do walki z wojskami wiernymi al-Kaddafiemu przystąpiła koalicja wielu państw (np. Francja, Wielka Brytania, Stany Zjednoczone, Kanada, Włochy, Belgia), między innymi wysyłając samoloty nad tereny objęte konfliktem. 27 czerwca 2011 roku Międzynarodowy Trybunał Karny wydał nakazy aresztowania Mu’ammara al-Kaddafiego, jego syna Sajfa al-Islama oraz szefa wywiadu Abd Allaha as-Sanusiego. Z pomocą NATO w postaci osłony powietrznej, milicje buntowników parły w stronę zachodniej części kraju, gdzie pokonywały wojska lojalistów i objęły kontrolę nad centrum kraju. Rebelianci uzyskali wsparcie berberyjskiej społeczności Amazhigów z Dżabal Nafusa, którzy jako że nie mówili w języku arabskim, byli prześladowani w okresie kaddafistowskim, dzięki czemu otoczyli lojalistów al-Kaddafiego w kilku kluczowych obszarach zachodniej Libii. W sierpniu buntownicy zajęli Zlitan i Trypolis, tym samym kończąc rządy Kaddafiego. 25 sierpnia Liga Arabska uznała NRT za oficjalnego przedstawiciela państwa libijskiego.

#### Śmierć
Mu’ammar al-Kaddafi został zabity 20 października 2011 roku. Postrzelono go w nogi i w głowę podczas próby ucieczki przed atakiem lotniczym NATO na konwój 15 ciężarówek, co wydarzyło się ok. godz. 8.30. W ataku lotniczym zginęło 50 osób. NATO twierdzi, iż nie wiedziała, że konwój transportuje obalonego dyktatora. Sam al-Kaddafi zdołał ukryć się w betonowym przepuście pod autostradą i został tam znaleziony i pochwycony przez bojowników Narodowej Rady Libijskiej (NRL). Następnie został wciągnięty na platformę ciężarówki. Zakrwawiony był targany przez tłum. Jako możliwych zabójców, którzy oddali strzał w głowę al-Kaddafiego, wskazano bojowników Muhammada al-Bibiego lub Ahmada asz-Szajbaniego.
Ciało przetransportowano do Misraty, gdzie na podłodze chłodni wystawiono je na widok publiczny, wraz z ciałami Mutasima al-Kaddafiego i byłego ministra obrony Abu Bakra Junisa Dżabra, którzy również zginęli w Syrcie. Nocą z 22 na 23 października, w kostnicy w Misracie, lekarze sądowi przeprowadzili sekcję zwłok. Wynikło z niej, iż zmarł od rany postrzałowej, miał kule w głowie i brzuchu.
Według jednego z dowódców NRL, Abd al-Madżida Mlegty, pochówek byłego libijskiego przywódcy odbył się około południa we wtorek 25 października 2011, w nieznanym miejscu na pustyni, by zapobiec ewentualnym aktom wandalizmu. Osoby będące przy pochówku przysięgły na Koran, że nie wyjawią miejsca spoczynku dyktatora. Razem z al-Kaddafim pochowano jego syna Mutasima al-Kaddafiego oraz byłego ministra obrony i dowódcę armii Abu Bakra Junisa Dżabra. Osobisty duchowny al-Kaddafiego Chalid Tantusz odmówił muzułmańskie modlitwy nad ciałami. W obrzędach uczestniczyli także dwaj jego kuzyni: dawny szef Gwardii Ludowej, Mansur Dhao Ibrahim, oraz Ahmed Ibrahim (obaj zostali pojmani wraz z pułkownikiem). Według Mlegty, gdy duchowny zakończył odmawianie modlitwy, ciała przekazano dwóm zaufanym ludziom NRL, którzy zabrali je daleko na pustynię. W linczu z 20 października zginęło też 66 lojalistów przywódcy (ofiar mogło być więcej).
W poniedziałek 24 października 2011 szef Narodowej Rady Libijskiej Mustafa Abdel Dżalil poinformował o utworzeniu komisji, która ma zbadać okoliczności śmierci byłego libijskiego przywódcy. 27 października 2011 Narodowa Rada Libijska zapowiedziała, że jego zabójcy staną przed sądem. W następnym roku jeden z autorów linczu, Omran Shaaban, został zabity przez sympatyków al-Kaddafiego.
Po zakończeniu wojny brytyjski dziennik Daily Telegraph zasugerował, że pewna brytyjska prywatna firma ochroniarska mogła być zaangażowana w wywiezienie Mu’ammara al-Kaddafiego z Libii podczas ostatnich dni wojny. Firma miała pośredniczyć w wynajęciu 50 najemników (w tym 19 z RPA), którzy mieli przetransportować dyktatora do Nigru. W akcji udział mieli brać członkowie najemniczej firmy Simona Manna. Podczas przygotowywania akcji dwóch najemników zginęło. Według dziennika firma, która przyjęła zlecenie, ostatecznie zdradziła swoje plany NATO, co umożliwiło zaatakowanie konwojów z al-Kaddafim 20 października pod Syrtą.

## Dziedzictwo

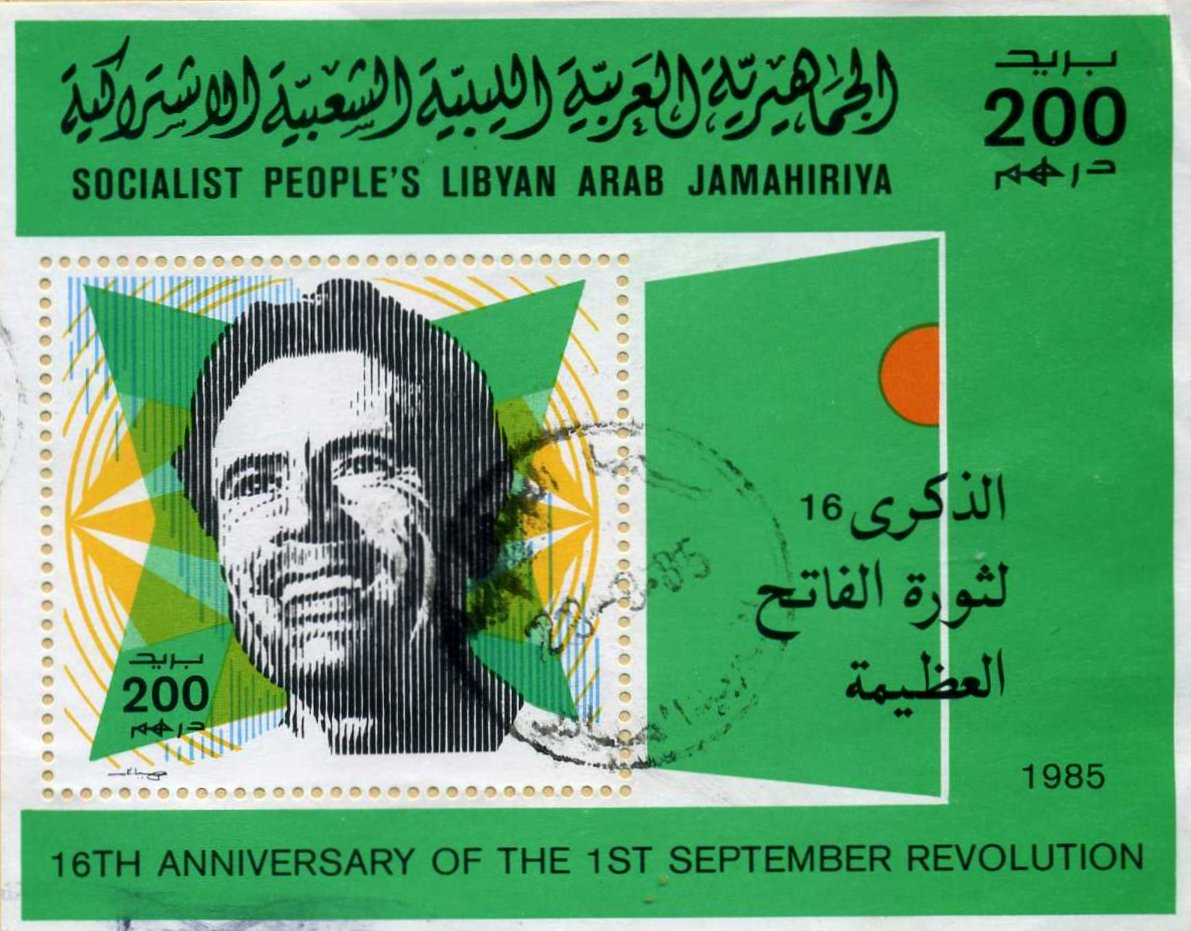
Znaczek pocztowy z 1985 roku z okazji 16 rocznicy Rewolucji 1 września

Postać kontrowersyjna jeszcze za życia, jak i po śmierci pozostaje obiektem sporów. Zwolennicy chwalą jego administrację za utworzenie społeczeństwa bezklasowego na drodze reform prawnych. Podkreślają jego osiągnięcia w zwalczaniu bezdomności i zapewnieniu dostępu do żywności i wody pitnej. Podkreślają, że za jego rządów, wszyscy Libijczycy korzystali z bezpłatnej nauki na poziomie uniwersyteckim i wskazują na drastyczny wzrost szybkości alfabetyzacji po rewolucji 1969. Zwolennicy chwalą go również za osiągnięcia w służbie zdrowia i wprowadzenie systemu darmowej opieki zdrowotnej, podkreślając, że za jego czasów z kraju wyeliminowano choroby takie jak cholera i tyfus a długość życia podniosła się. Biografowie Blundy i Lycett zauważają, że w pierwszym dziesięcioleciu przywództwa Kaddafiego, jakość życia dla większości Libijczyków „niewątpliwie zmieniła się na lepsze”, a także poprawiły się ich warunki materialne. Według Lilliana Craiga Harrisa, w pierwszych latach jego administracji znacznie wzrosło bogactwo narodowe, standard życia i wpływy międzynarodowe Libii. Wysokie standardy obniżyły się w latach 80. w wyniku stagnacji gospodarczej. Kaddafi twierdził, że jego projekt polityczny jest „konkretną utopią” i że jest realizowany poprzez „ludową zgodę”. Niektórzy islamscy zwolennicy przywódcy wierzyli, że został on obdarzony baraka (błogosławieństwem).
Krytycy określali go jako despotycznego czy aroganckiego, a zachodnie rządy i prasa przedstawiały go jako dyktatora uciskającego ludzi. Administracja Reagana uważała go za „wroga publicznego nr 1” a sam prezydent nazwał go „wściekłym psem Bliskiego Wschodu”. Według krytyków, Libijczycy pod administracją Kaddafiego, ze względu na wszechobecny nadzór żyli w atmosferze strachu. W opiniach zachodnich komentatorów Libia opisywana była jako „państwo policyjne”. Obrońcy praw człowieka zwracali uwagę na pozasądowe egzekucje takie jak w więzieniu w Abu Salim, gdzie w trakcie tłumienia buntu więźniów zginęło 1270 osadzonych. Według dziennikarki Annick Cojean i psychologa Seham Sergewa wyżsi urzędnicy Libii w tym sam al-Kaddafi są odpowiedzialni za gwałty, w tym na osobistych ochroniarzach płci żeńskiej przywódcy (al-Kaddafi dysponował oddziałem tzw. „Gwardii Amazonek“).
Reakcje międzynarodowe po śmierci al-Kaddafiego były podzielone. Prezydent USA Barack Obama uważał, że śmierć przywódcy oznacza zniesienie tyranii w Libii, a brytyjski premier David Cameron oświadczył, iż jest dumny z roli swojego kraju w obaleniu „tego brutalnego dyktatora”. Innego zdania był dawny przywódca Kuby, Fidel Castro, który stwierdził, że al-Kaddafi „przejdzie do historii jako jedna z wielkich postaci narodów arabskich” czy też prezydent Hugo Chávez, który nazwał go „wielkim wojownikiem, rewolucjonistą i męczennikiem”. Nelson Mandela wyraził smutek na wieść o jego śmierci i pochwalił al-Kaddafiego za jego antyapartheidowskie zaangażowanie i poparcie dla Afrykańskiego Kongresu Narodowego. Po jego śmierci żałoba nastała w całej Afryce Subsaharyjskiej, w której powszechnie uznawany był za bohatera np. w Sierra Leone ku jego pamięci tamtejsze społeczności muzułmańskie urządziły czuwania. Daily Times Nigeria nazwała obalonego władcę „wielkim człowiekiem”. Portal AllAfrica.com przyznał, że wielu Libijczyków i Afrykanów opłakuje jego śmierć, co zostało zignorowane przez zachodnie media i musi minąć 50 lat zanim historycy zdecydują czy Al-Kaddafi był „męczennikiem czy złoczyńcą”.
Po klęsce kaddafistów w wojnie domowej, system rządów Kaddafiego został zdemontowany i zastąpiony przez rząd tymczasowy. W styczniu 2013 roku oficjalnie przemianowano Dżamahirijję na Państwo Libijskie.

## Ideologia
Już jako uczeń przyjął ideologię arabskiego nacjonalizmu i socjalizmu, na który szczególny wpływ miał naseryzm – myśl egipskiego prezydenta Gamala Abdela Nasera, którego al-Kaddafi uważał za bohatera. We wczesnych latach 70. sformułował własne podejście do arabskiego nacjonalizmu i socjalizmu. Doktrynę nazwał Trzecią Teorią Międzynarodową. Została ona opisana przez niego jako połączenie utopijnego socjalizmu, arabskiego nacjonalizmu i trzecioświatowej teorii rewolucyjnej. Zasady tej teorii przedstawił w trzech tomach Zielonej książki, w której starał się „wyjaśnić strukturę idealnego społeczeństwa”. Nacjonalistyczne poglądy przekonały go do potrzeby zjednoczenia świata arabskiego w ramach jednego państwa narodowego. Swoje podejście do ekonomii opisywał jako islamski socjalizm”, choć biografowie Blundy i Lycett zauważają, że socjalizm al-Kaddafiego miał „ciekawie marksistowski wydźwięk”. Politolog Sami Hajjar twierdzi, że kaddafistowski socjalizm zaproponował uproszczoną teorię Karola Marksa i Fryderyka Engelsa. Model Dżamahirijji uznawał za wzorcowy model do naśladowania dla państw arabskich, islamskich i niezaangażowanych.
Uważał, że jego teoria jest nową drogą dla wszystkich tych, którzy odrzucają zarówno materialistyczny kapitalizm i ateistyczny komunizm, a także dla ludzi, których brzydzi „niebezpieczna konfrontacja pomiędzy Układem Warszawskim a NATO” i dla tych, „którzy wierzą, że wszystkie narody świata są braćmi pod patronatem Boga”. Światopogląd al-Kaddafiego został uformowany przez jego środowisko, a mianowicie przez – islamską wiarę, beduińskie wychowanie i obrzydzenie działaniami europejskich kolonizatorów w Libii. Był napędzany poczuciem „boskiej misji”, wierzył, że działa z woli Boga i musi osiągać swoje cele „bez względu na koszty”. Wychowany w sunnickim odłamie islamu, przywódca wezwał do wprowadzenia szariatu w całej Libii. Pragnął jedności całego świata islamskiego i propagował wiarę islamską w innych miejscach globu – w 2010 roku w trakcie wizyty we Włoszech zachęcał do konwersji na islam włoskie kobiety. Sfinansował budowę i renowację dwóch meczetów w Afryce, w tym meczet w Kampali w Ugandzie. Jego pobożność nie zagwarantowała mu jednak poparcia konserwatywnych duchownych, którzy byli przeciwni jego interpretacji islamu. Wielu z nich krytykowało jego próby zachęcania kobiet do obejmowania funkcji społecznych typowych w islamie dla mężczyzn (np. siły zbrojne). Al-Kaddafi w opozycji do duchownych dążył do poprawy statusu kobiet (uważał płcie za „różne, lecz równe”). Podstawową częścią ideologii al-Kaddafiego był antysyjonizm. Uważał on, że państwo izraelskie nie powinno istnieć i że każdy kompromis Arabów z rządem Izraela jest zdradą narodu arabskiego. Gardził Stanami Zjednoczonymi ze względu na poparcie tego kraju dla Izraela. Uważał USA za kraj imperialistyczny. Od końca lat 90. jego antyizraelskie wypowiedzi były bardziej umiarkowane. W 2007 roku opowiedział się za utworzeniem „Isratinu”, czyli wspólnego demokratycznego państwa żydowsko-palestyńskiego, a także zaapelował o budowę wspólnej kultury i wzajemny szacunek.

## Życie prywatne
Cenił sobie prywatność. Określał się jako „prosty rewolucjonista” i „pobożny muzułmanin”, wezwany przez Boga do kontynuowania pracy Nasera. Według reporterki Mirelli Bianco, jego przyjaciele uważali go za szczególnie wiernego i hojnego, a także zauważyła, że uwielbiał dzieci. Jak twierdziła reporterka według jego ojca, Mu’ammar już w dzieciństwie był „zawsze poważny, małomówny” a cecha ta pozostała mu w wieku dorosłym. Zdaniem ojca, Mu’ammar był odważny, inteligentny, pobożny i ukierunkowany na rodzinę. Inne źródła z kolei opisują Kaddafiego jako „niezwykle próżnego” kobieciarza. Według Blundy’ego i Lycceta, al-Kaddafi miał dużą szafę i czasem zmieniał swój strój kilka razy dziennie. Sam Kaddafi uważał się za ikonę mody, stwierdził kiedyś że „Cokolwiek noszę, staje się modą, zakładam koszulę i nagle wszyscy ją zakładają”. W latach 70. i 80. pojawiły się doniesienia o jego zalotach względem kobiet reporterów i członkiń jego świty. Według brazylijskiego chirurga plastycznego, al-Kaddafi był jego pacjentem w 1995 roku. CIA uważało że Kaddafi cierpiał na depresję kliniczną, z kolei według władz izraelskich cierpiał na epilepsję i hemoroidy.
Był fanem muzyki Ludwiga van Beethovena. Jego ulubionymi powieściami były Chata wuja Toma Harriet Beecher Stowe, Roots: The Saga of an American Family Alexa Haleya i The Outsider Colina Wilsona. Był również wielkim miłośnikiem piłki nożnej.
Po objęciu władzy przeniósł się do koszar Bab al-Azizia dwie mile od centrum Trypolisu. Jego dom i biuro w koszarach były bunkrem zaprojektowanym przez zachodnioniemieckich inżynierów, reszta członków jego rodziny mieszkała osobno, w dużym dwupiętrowym budynku. W kompleksie mieszkaniowym znajdowały się również dwa korty tenisowe, boisko do piłki nożnej, kilka ogrodów i namiot beduiński, w którym zabawiał gości. Miał też kilka wielbłądów. W latach 80. jego styl życia był uważany za skromny w porównaniu do tego, który serwowali sobie inni arabscy przywódcy. Miał własny samolot Airbus A340, który w 2003 roku kupił od księcia Al-Walida ibn Talala z Arabii Saudyjskiej. Samolot był luksusowo wyposażony, w tym jacuzzi. Według doniesień prasowych miał mieć rzekomo pokaźny majątek w Szwajcarii i Wielkiej Brytanii.

## Rodzina
| Fathijja Nuri Chalid | Fathijja Nuri Chalid | Fathijja Nuri Chalid | Fathijja Nuri Chalid | Fathijja Nuri Chalid | Fathijja Nuri Chalid |          |          | Mu’ammar al-Kaddafi | Mu’ammar al-Kaddafi | Mu’ammar al-Kaddafi | Mu’ammar al-Kaddafi | Mu’ammar al-Kaddafi | Mu’ammar al-Kaddafi |               |               | Safijja Farkasz | Safijja Farkasz | Safijja Farkasz | Safijja Farkasz | Safijja Farkasz | Safijja Farkasz |           |           |           |           |  |  |            |            |            |            |            |            |  |  |         |         |         |         |         |         |  |  |        |        |        |        |        |        |  |  |              |              |              |              |              |              |  |  |        |        |        |        |        |        |  |  |  |  |  |  |
| Fathijja Nuri Chalid | Fathijja Nuri Chalid | Fathijja Nuri Chalid | Fathijja Nuri Chalid | Fathijja Nuri Chalid | Fathijja Nuri Chalid |          |          | Mu’ammar al-Kaddafi | Mu’ammar al-Kaddafi | Mu’ammar al-Kaddafi | Mu’ammar al-Kaddafi | Mu’ammar al-Kaddafi | Mu’ammar al-Kaddafi |               |               | Safijja Farkasz | Safijja Farkasz | Safijja Farkasz | Safijja Farkasz | Safijja Farkasz | Safijja Farkasz |           |           |           |           |  |  |            |            |            |            |            |            |  |  |         |         |         |         |         |         |  |  |        |        |        |        |        |        |  |  |              |              |              |              |              |              |  |  |        |        |        |        |        |        |  |  |  |  |  |  |
|                      |                      |                      |                      |                      |                      |          |          |                     |                     |                     |                     |                     |                     |               |               |                 |                 |                 |                 |                 |                 |           |           |           |           |  |  |            |            |            |            |            |            |  |  |         |         |         |         |         |         |  |  |        |        |        |        |        |        |  |  |              |              |              |              |              |              |  |  |        |        |        |        |        |        |  |  |  |  |  |  |
|                      |                      |                      |                      |                      |                      |          |          |                     |                     |                     |                     |                     |                     |               |               |                 |                 |                 |                 |                 |                 |           |           |           |           |  |  |            |            |            |            |            |            |  |  |         |         |         |         |         |         |  |  |        |        |        |        |        |        |  |  |              |              |              |              |              |              |  |  |        |        |        |        |        |        |  |  |  |  |  |  |
|                      |                      |                      |                      | Muhammad             | Muhammad             | Muhammad | Muhammad | Muhammad            | Muhammad            |                     |                     | Sajf al-Islam       | Sajf al-Islam       | Sajf al-Islam | Sajf al-Islam | Sajf al-Islam   | Sajf al-Islam   |                 |                 | As-Sa’adi       | As-Sa’adi       | As-Sa’adi | As-Sa’adi | As-Sa’adi | As-Sa’adi |  |  | Al-Mutasim | Al-Mutasim | Al-Mutasim | Al-Mutasim | Al-Mutasim | Al-Mutasim |  |  | Hanibal | Hanibal | Hanibal | Hanibal | Hanibal | Hanibal |  |  | A’isza | A’isza | A’isza | A’isza | A’isza | A’isza |  |  | Sajf al-Arab | Sajf al-Arab | Sajf al-Arab | Sajf al-Arab | Sajf al-Arab | Sajf al-Arab |  |  | Chamis | Chamis | Chamis | Chamis | Chamis | Chamis |  |  |  |  |  |  |

Pierwszą żonę, Fatihę al-Nuri poślubił w 1969 roku. Fatiha była córką generała Chalida pracującego w administracji króla Idrisa i wywodziła się z klasy średniej. Mieli jednego syna, Muhammada Kaddafiego (urodzony w 1970). Rozwiedli się w roku urodzenia Muhammada. Drugą żoną al-Kaddafiego była Safia Farkash, z domu el-Brasai, była pielęgniarka z plemienia Obeidat urodzona w Baydzie. Poznali się w 1969 roku, tuż po jego wejściu do rządu gdy trafił on do szpitala z zapaleniem wyrostka robaczkowego, sam Kaddafi twierdził, że była to miłość od pierwszego wejrzenia. W związku małżeńskim para pozostała aż do śmierci. Mieli siedmioro biologicznych dzieci – Saif al-Islama (1972), Al-Saadiego (1973), Mutassima (1974–2011), Hannibala Muammar (1975), Ayesh (1976), Saifa al-Araba (1982–2011), i Chamisa (1983–2011?). Al-Kaddafi adoptował ponadto dwójkę dzieci – Hannę i Milada.

## Publiczny wizerunek
W okresie jego rządów w Libii panował kult jednostki. Jego twarz pojawiała się na wielu przedmiotach, w tym na znaczkach pocztowych, zegarkach i tornistrach. Cytaty z Zielonej książki pojawiały się w wielu różnych miejscach, od ulic do ścian lotnisk i długopisów. Cytaty Kaddafiego pojawiały się również w tekstach piosenek popowych libijskich wykonawców. Sam al-Kaddafi twierdził, że nie lubił tego kultu jednostki jednak tolerował go ze względu na wolę Libijczyków. Przez krytyków nazywany był populistą. W zależności od biografa był on dobrym lub złym mówcą. Bez wątpienia jednak znany był ze swoich długich wypowiedzi, w których zazwyczaj krytykował politykę USA i Izraela. W podejściu do obcych mocarstw był nastawiony konfrontacyjnie. Na ogół unikał zachodnich ambasadorów i dyplomatów, uważając ich za szpiegów. Znany z ekscentrycznych ― a wręcz dziwacznych ― wypowiedzi, uważał np., że wirus H1N1 jest bronią biologiczną produkowaną przez zagraniczne wojska a muchy tse-tse i komary są „bożą armią, która chroni nas [Afrykanów] przed kolonizatorami” (owady te roznoszą malarię i śpiączkę afrykańską), a także uważał, że HIV nie jest wirusem „agresywnym”, lecz „cichym”. Ze względu na bezpieczeństwo regularnie zmieniał miejsca snu, a czasem uziemiał inne libijskie samoloty, gdy sam udawał się w podróż tym środkiem transportu. Podczas swoich podróży do Rzymu, Paryża, Moskwy i Nowego Jorku przebywał w kuloodpornym tradycyjnym namiocie beduińskim. Począwszy od lat 80. zorganizował swoją żeńską „Gwardię Amazonek”, której członkinie miały rzekomo być zaprzysiężone do życia w celibacie. Do opieki nad nim i swoją rodziną wynajął kilka ukraińskich pielęgniarek a wszędzie podróżował z zaufaną pielęgniarką Haliną Kołotniską.

## Odznaczenia i wyróżnienia

### Odznaczenia państwowe
- Order Stara Płanina[364] (1978)
- Order Białego Lwa I klasy[365] (1982)
- Wielki Komandor Orderu Republiki Gambii[366] (2009)
- Wielka Gwiazda Orderu Gwiazdy Serbii[367] (1999)
- Xirka Ġieħ ir-Repubblika (1975)[368][369] (pozbawiony 26 sierpnia 2011)
- Honorary Companion of Honour with Collar Narodowego Orderu Zasługi[368] (2004)
- Order Republiki Federalnej[370] (1997)
- Wielka Wstęga Orderu Zasługi Polskiej Rzeczypospolitej Ludowej (1978)
- Order Dobrej Nadziei[371] (1997)
- Order Katonga[372] (2004)
- Order Księcia Jarosława Mądrego I klasy (2003)
- Order Bohdana Chmielnickiego I klasy (2008)
- Wielki Łańcuch Orderu Oswobodziciela[373] (2009)

### Wyróżnienia
Doktor honoris causa Białoruskiego Państwowego Uniwersytetu Informatyki i Radioelektroniki (2010), sudańskiego Uniwersytetu Chartumskiego (1996, tytuł odebrano mu w 2011), południowokoreańskiego Uniwersytetu Myongji (2000), Uniwersytetu Algierskiego (2005), Uniwersytet Megatrend w Serbii (2007) i Uniwersytetu Kartagińskiego w Tunezji (2008). Jego imieniem nazwano trzy stadiony w tym w stolicy Pakistanu, meczety w Ruandzie, Sierra Leone, Tanzanii Ugandzie, a także bazę wojskową w ugandyjskim Jinja.

## Transkrypcja imienia i nazwiska
Ze względu na różny sposób transkrypcji z języka arabskiego i różnorodność wymowy (w zależności od dialektu) spotyka się wiele form latynizowanych imienia i nazwiska libijskiego przywódcy.